# 에든버러성
에든버러성은 스코틀랜드 에든버러에 있는 역사적인 성이다. 성은 캐슬 록 (에든버러)에 서 있는데, 이곳은 적어도 철기 시대부터 인간이 거주해 왔다. 11세기 말 콜룸 3세 통치 이후로 이 바위에는 왕궁이 있었으며, 성은 1633년까지 왕실 거주지로 사용되었다. 15세기부터 성의 주거 역할은 줄어들었고, 17세기에는 주로 군사 주둔지로 사용되었다. 19세기 초부터 스코틀랜드 국가 유산의 일부로서 그 중요성이 점점 더 인정받았으며, 지난 한 세기 반 동안 다양한 복원 프로그램이 진행되었다.
에든버러성은 스코틀랜드 역사에서 중요한 역할을 했으며, 왕실 거주지, 병기창, 재무부, 국가 기록 보관소, 스코틀랜드 조폐국, 교도소, 군사 요새, 그리고 스코틀랜드 명예 훈장인 스코틀랜드 왕실 휘장의 본거지로 다양하게 사용되었다. 스코틀랜드 왕국에서 가장 중요한 요새 중 하나인 이 성은 14세기 스코틀랜드 독립 전쟁부터 1745년 자코바이트 봉기에 이르기까지 많은 역사적 분쟁에 연루되었다. 2014년에 수행된 연구에 따르면 1,100년 역사 동안 26번의 공성전이 있었으며, 이는 "영국에서 가장 많이 포위된 장소이자 세계에서 가장 많이 공격받은 장소 중 하나"라는 주장을 뒷받침한다. 현재 건물 중 1573년 랭 시즈 때 중세 방어 시설이 포격으로 대부분 파괴된 이후의 건물은 거의 없다. 가장 주목할 만한 예외는 12세기 초의 성 마가렛 예배당으로, 에든버러에서 가장 오래된 건물로 간주되며, 왕궁과 16세기 초의 대형 홀이다. 성에는 스코틀랜드 국립 전쟁 기념관과 스코틀랜드 국립 전쟁 박물관이 있다. 영국 육군은 여전히 성의 일부를 담당하고 있지만, 현재 그 역할은 주로 의례적이고 행정적이다. 이 성은 스코틀랜드 왕립 연대와 스코틀랜드 왕립 용기병 경비대의 연대 본부이며, 로열 스코츠 박물관과 함께 이들의 연대 박물관도 소장하고 있다.
히스토릭 인바이러먼트 스코틀랜드가 관리하는 이 성은 2019년에 220만 명 이상의 방문객을 유치하여 스코틀랜드에서 가장 많이 방문한 (그리고 영국에서 두 번째로 많이 방문한) 유료 관광 명소이며, 에든버러를 방문하는 레저 방문객의 70% 이상이 성을 방문한다. 매년 에든버러 축제 기간 동안 로열 에든버러 밀리터리 타투의 배경이 되면서, 이 성은 특히 에든버러와 스코틀랜드 전체의 상징으로 자리 잡았다.

## 역사

### 캐슬 록의 선사 시대

#### 지질

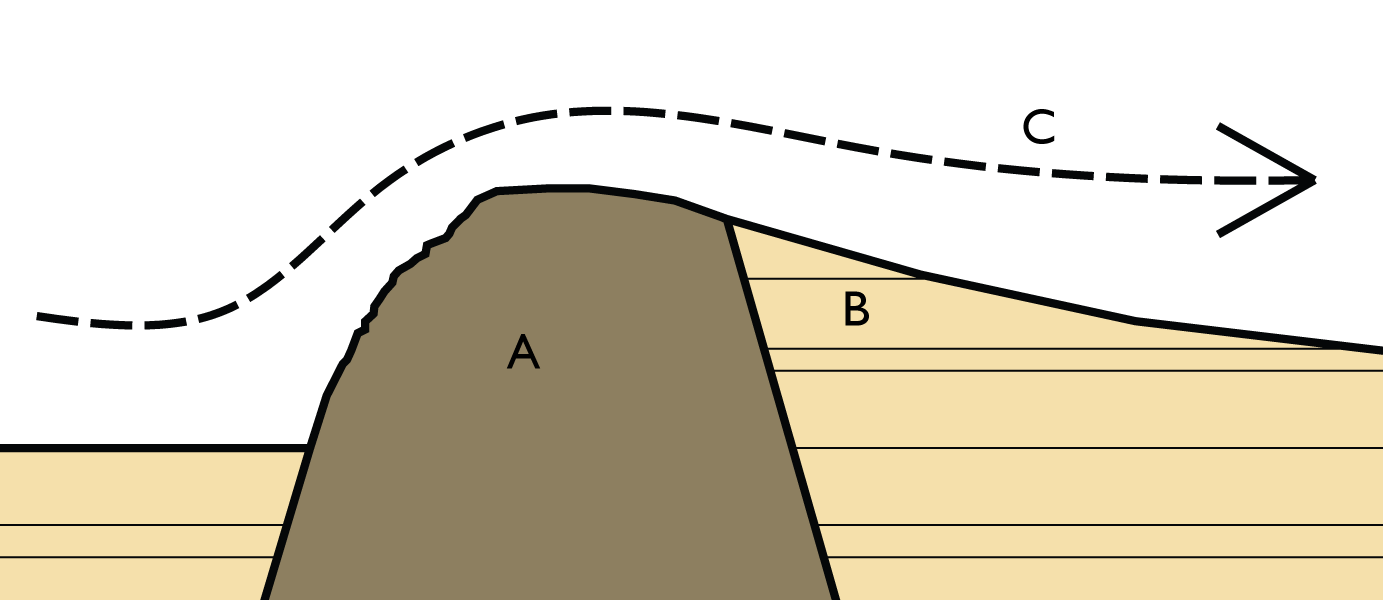
크래그 앤 테일 지형 다이어그램 (예: 캐슬 록): A는 화산암 경두부로 형성된 바위산, B는 더 부드러운 암석으로 이루어진 미부, C는 얼음 이동 방향을 보여준다. 에든버러의 경우, 성은 바위산(A)에 서 있으며, 로열 마일은 미부(B)를 따라 뻗어 있다.

이 성은 사화산의 화산암 경두부 위에 세워져 있으며, 이 화산암은 석탄기 하층부에 약 3억 5천만 년 전에 형성된 것으로 추정된다. 캐슬 록은 주변 퇴적암을 뚫고 올라와 매우 단단한 휘록암이라는 현무암의 일종을 형성한 화산암 경두부의 잔해이다. 이후 빙하 침식에 의해 휘록암이 저항하면서 동쪽의 더 부드러운 암석을 보호하여 크래그 앤 테일 지형이 형성되었다.
캐슬 록의 정상은 해발 130 미터 (430 ft)이며, 남쪽, 서쪽, 북쪽으로는 암석 절벽이 있고, 주변 지형보다 80 미터 (260 ft) 높이까지 솟아 있다. 이는 성으로 쉽게 접근할 수 있는 유일한 경로가 동쪽에 있으며, 능선이 더 완만하게 경사져 있음을 의미한다. 이러한 위치의 방어적 이점은 명백하지만, 현무암은 불침투성이 매우 강하기 때문에 지질학적 어려움도 있다. 성의 상부 안뜰에 물을 공급하는 것은 문제가 많았고, 34-미터 (112 ft) 깊이의 우물을 팠음에도 불구하고 가뭄이나 공성전 중에는 물 공급이 자주 끊겼다. 1573년 랭 시즈 때도 마찬가지였다.

#### 가장 초기의 거주

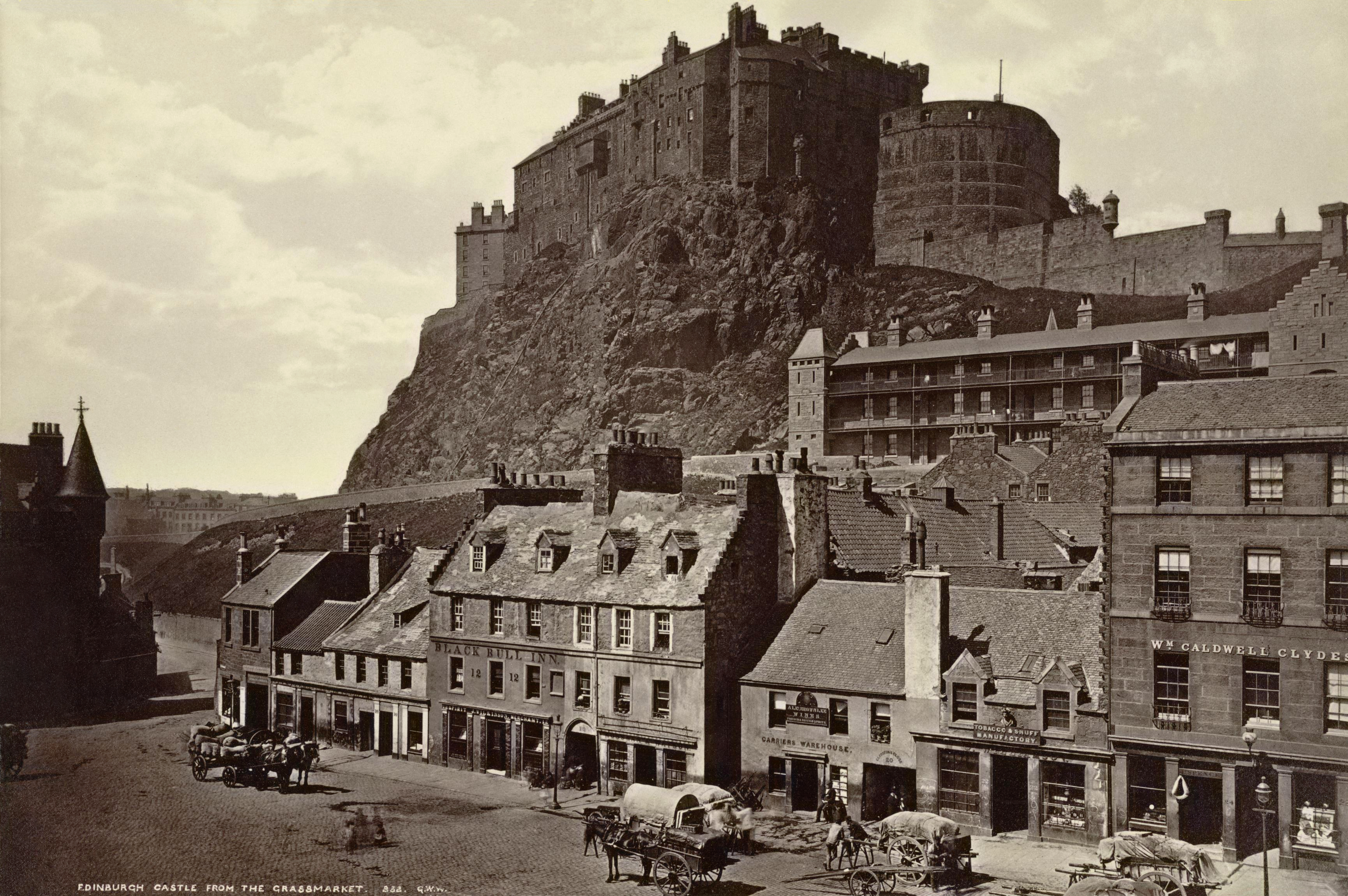
19세기 그라스마켓 지역에서 본 화산암 위에 세워진 성의 모습

고고학적 조사에서는 캐슬 록이 언제 처음 인간 거주지로 사용되었는지는 아직 밝혀지지 않았다. 기원후 1세기 말 아그리콜라 장군의 브리튼 북부 침공 당시 로마인들이 이 지역에 관심을 보였다는 기록은 없다. 기원후 2세기 프톨레마이오스의 지도에는 보타디니족 영토에 "바위 장소"를 의미하는 "알라우나"라는 정착지가 표시되어 있는데, 이는 캐슬 록의 가장 오래된 이름일 가능성이 있다. 하지만 이는 해당 부족의 다른 언덕 요새를 지칭하는 것일 수도 있다. 앤드루 오브 윈타운 (c. 1350 – c. 1423)의 서사시 『오리지날 크로니클』은 스코틀랜드의 역사에 대한 초기 자료로, 전설적인 브리튼인의 왕인 "에브라우쿠스"가 "에딘버러를 건설했다"고 기록하고 있다. 이전 연대기 작가인 몬머스의 제프리 (c. 1100 – c. 1155)에 따르면, 에브라우쿠스는 20명의 아내에게서 50명의 자녀를 두었으며, "카에레브라우크" (요크), "알클루드" (덤버턴) 및 "처녀의 성"을 세웠다고 한다. 16세기 영국 작가 존 스토 (c. 1525 – 1605)는 기원전 989년에 에브라우쿠스가 "에딘버러라고 불리는 처녀의 성"을 건설했다고 기록했다. "처녀의 성"(라틴어: Castra 또는 Castellum Puellarum)이라는 이름은 16세기까지 자주 등장한다. 이는 데이비드 1세 (재위 1124–1153)와 그의 스코틀랜드 왕국 후계자들의 헌장에도 나타나지만, 그 이유는 알려져 있지 않다. 윌리엄 캠던의 1607년 영국 조사서 『브리타니아』에는 "[그것을] 브리튼인들은 성 미네드 아그네드 [날개 달린 바위], 스코틀랜드인들은 처녀의 성과 처녀들의 성이라고 불렀는데, 옛날에 픽트인 왕족의 어린 처녀들이 그곳에 머물렀기 때문"이라고 기록되어 있다. 17세기 고고학자 리처드 헤이 신부에 따르면, "처녀들"은 수녀들의 집단이었는데, 그들은 성에서 쫓겨나고 "군인들 사이에서 살기에 더 적합하다"고 여겨지는 참사회원들로 대체되었다. 그러나 이 이야기는 19세기 고고학자 대니얼 윌슨에 의해 "외경"으로 간주되었고 이후 역사가들에게는 무시되었다. 이름은 "아홉 처녀 숭배" 유형의 전설에서 유래했을 수도 있다. 아서왕 전설에 따르면, 이 장소는 한때 아홉 자매 중 한 명인 모르겐 르 페이를 위한 성지가 있었다고 한다. 이후 아홉 동반자 중 한 명으로 알려진 성 모넨나는 에든버러뿐만 아니라 덤버턴과 다른 곳에서도 교회를 봉헌했다고 한다. 유사한 이름들은 다른 많은 브리튼 철기 시대 언덕 요새와 공유되며, 단순히 무력으로 함락된 적이 없는 성을 묘사했거나 브리튼어 이름인 마그 둔(mag dun)에서 유래했을 수도 있다.

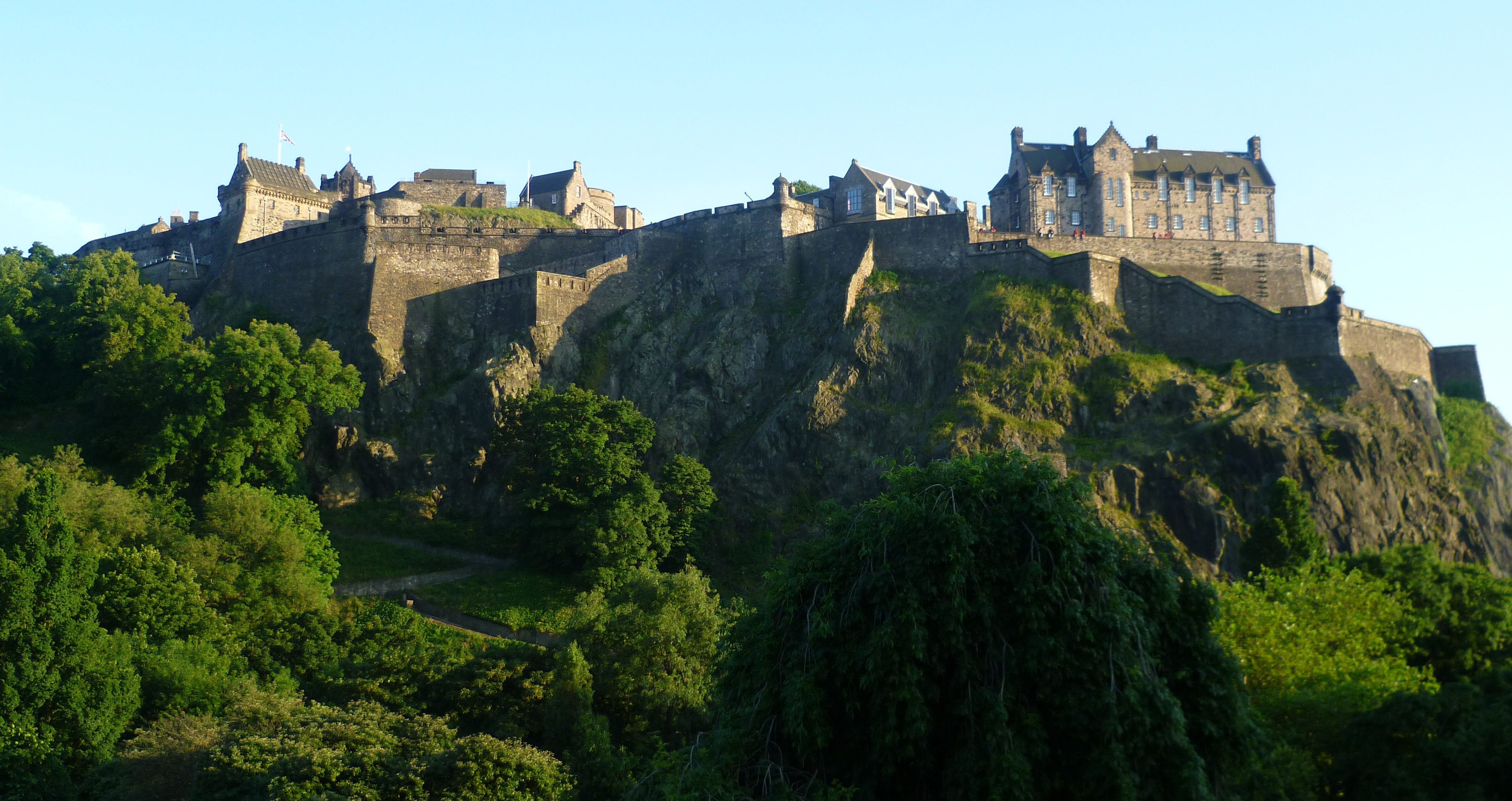
북쪽에서 본 성

1990년대 초의 고고학 발굴을 통해 청동기 시대 후기 또는 철기 시대 초기에 이 유적지에 사람이 살았던 증거가 발견되었으며, 이는 캐슬 록이 스코틀랜드에서 가장 오랫동안 지속적으로 거주된 지역일 가능성을 시사한다. 그러나 발견된 유물의 범위가 그리 중요하지 않았고, 이 가장 초기의 점유 단계의 정확한 성격이나 규모에 대해 확실한 결론을 내리기에는 불충분했다.
철기 시대에 대한 고고학적 증거는 더욱 신뢰할 만하다. 전통적으로 스코틀랜드 중부의 부족들은 캐슬 록을 거의 사용하지 않았다고 여겨져 왔다. 인근의 던사피 힐, 더딩스턴, 인버레스크 및 트래프레인 로에서의 발굴은 비교적 큰 정착지를 드러냈고, 이 지역들이 캐슬 록보다 선호되었을 것이라고 추정되었다. 그러나 1990년대 발굴은 암석 위에 울타리로 둘러싸인 힐포트의 존재 가능성을 시사했으며, 비록 유적지의 가장자리 부분만 발굴되었지만 말이다. 발견된 가옥 파편들은 이전에 노섬브리아에서 발견된 철기 시대 주택과 유사했다.
1990년대 발굴은 1세기와 2세기의 거주 흔적을 명확히 보여주는데, 이는 프톨레마이오스가 언급한 "알라우나"와 일치한다. 점령 흔적에는 토기, 청동기, 브로치 등 일부 로마 유물이 포함되어 있으며, 이는 서기 82년 아그리콜라의 북부 원정으로 시작되어 서기 140년경 안토니누스 방벽이 건설될 때까지 보타디니족과 로마인 사이에 가능한 무역 관계를 시사한다. 이 시기 정착지의 성격은 결론적이지 않지만, 드리스콜과 예오만은 던스 근처 에딘스 홀의 브라흐와 유사한 브라흐였을 수 있다고 제안한다.

### 초기 중세 시대

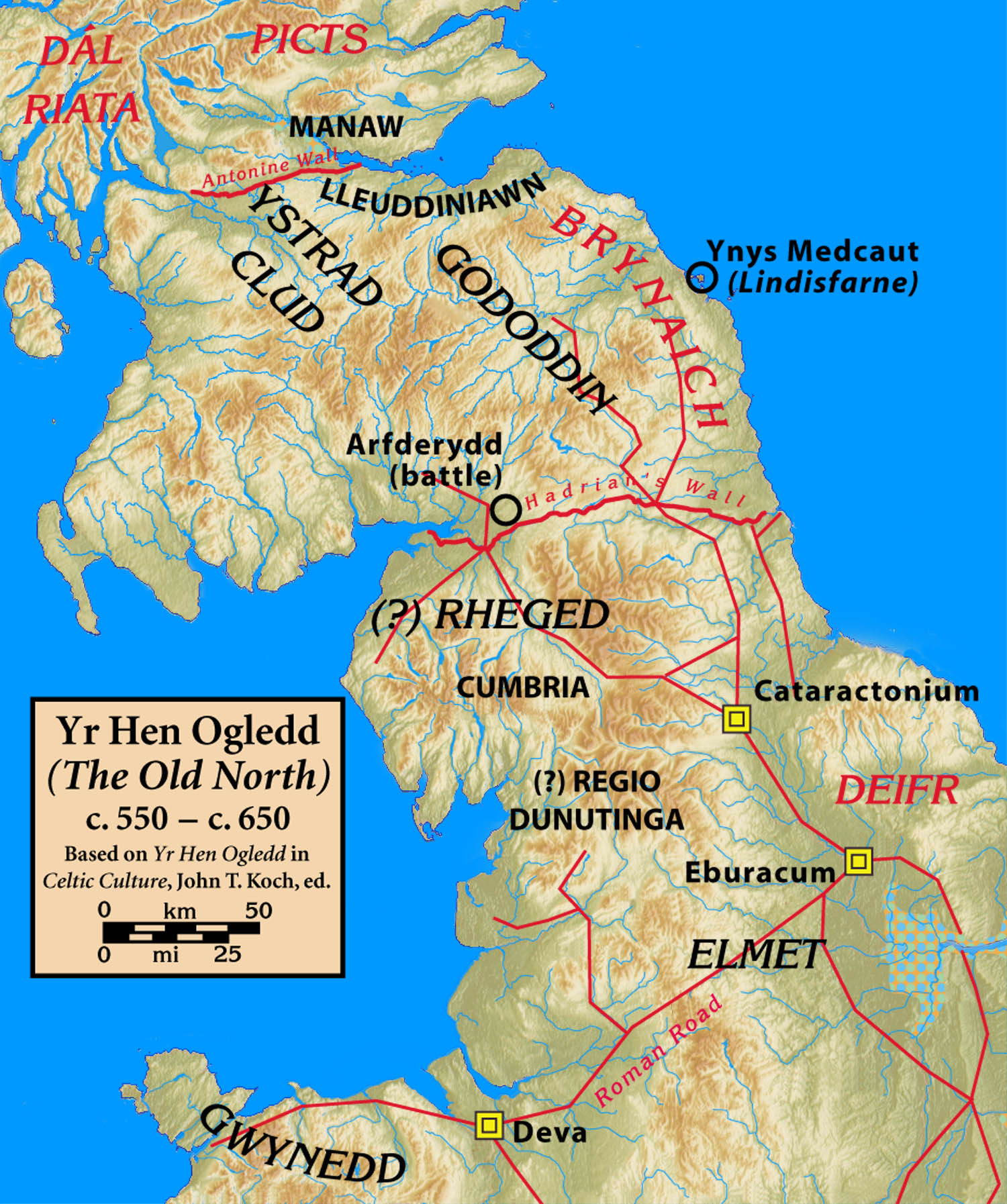
기원후 600년경 고도딘 및 기타 부족들을 보여주는 북브리튼 지도

성(城)은 프톨레마이오스 시대부터 서기 600년경까지 동시대의 역사 기록에 다시 등장하지 않는다. 그 후, 웨일스어 서사시 《어 고도딘》에 "에이딘의 요새"인 딘 에이딘에 대한 언급이 있다. 이는 일반적으로 캐슬 록을 지칭하는 것으로 추정된다. 이 시는 고도딘의 왕 미니도그 므와인포르와 그의 전사 집단에 대해 이야기하는데, 그들은 요새에서 1년간의 잔치를 벌인 후 요크셔의 "카트레아스" (아마도 캐터릭)에서 앵글인과 전투를 벌이러 떠났다. 영광스러운 용맹과 용기를 발휘했음에도 불구하고, 이 시는 고도딘이 학살당했다고 전한다.
아일랜드 연대기에는 638년에 Y 고도딘과 관련된 사건 이후, 오수알데 휘하의 앵글족이 "에딘"을 포위하여 고도딘족이 패배했다고 기록되어 있다. 이후 에든버러 주변 지역은 노섬브리아 왕국의 일부가 되었고, 이 왕국은 10세기에 잉글랜드에 흡수되었다. 로디언은 인둘프 (재위 954~962년) 재위 기간에 스코틀랜드의 일부가 되었다.
해당 시기의 고고학적 증거는 전적으로 패총 (생활 쓰레기 더미) 분석에만 의존하며, 건축물에 대한 증거는 없다. 따라서 이 시기 정착지의 위상에 대해서는 거의 결론을 내릴 수 없지만, 패총 퇴적물은 로마 시대 이후로 명확한 단절을 보이지 않는다.

### 전성기 중세 시대

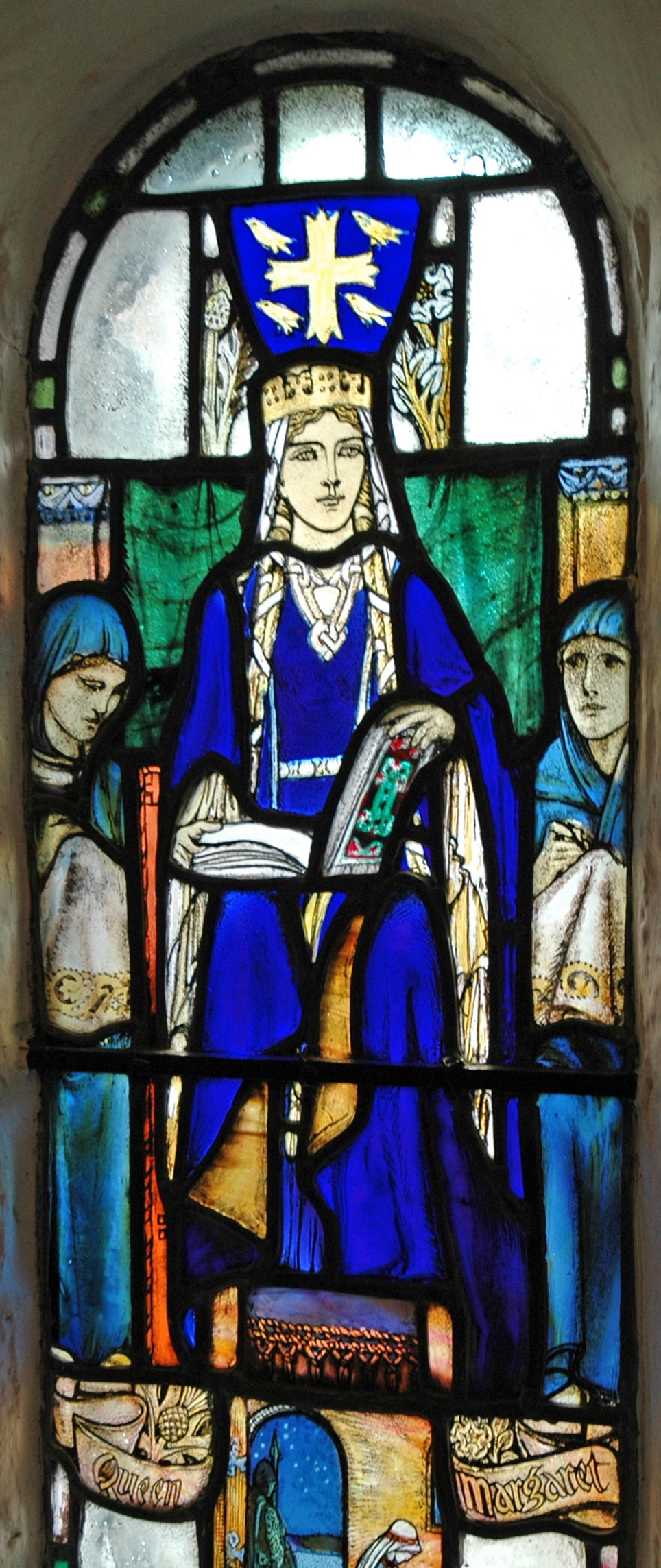
에든버러성 예배당의 스테인드글라스 창문에 묘사된 성 마가렛

에든버러성에 성이 존재했다는 최초의 문서 기록은 존 오브 포던이 맬컴 3세 왕 (1031~1093)의 사망을 기록한 내용이다. 포던은 그의 미망인이자 미래의 성 마가렛이 1093년 11월 맬컴의 죽음 소식을 들었을 때 "처녀의 성"에 머물고 있었다고 묘사한다. 포던의 기록은 마가렛이 며칠 만에 슬픔으로 죽고, 맬컴의 동생 도널드 베인이 성을 포위했다는 내용으로 이어진다. 그러나 포던의 연대기는 14세기 후반에야 작성되었고, 성 마가렛의 삶에 대한 거의 동시대의 기록인 터곳 주교의 글에는 성에 대한 언급이 없다. 맬컴 3세와 그의 아들들 재위 기간 동안 에든버러성은 스코틀랜드에서 가장 중요한 왕실 중심지 중 하나가 되었다. 맬컴의 막내 아들 에드거 왕은 1107년에 이곳에서 사망했다.
맬컴의 막내아들 데이비드 1세 (재위 1124–1153)는 주로 그의 행정 개혁(일부 현대 학자들은 데이비드 개혁)을 통해 에든버러를 왕실 권력의 거점으로 발전시켰다. 1139년에서 1150년 사이에 데이비드는 성에서 귀족과 성직자들의 모임을 가졌는데, 이는 스코틀랜드 의회의 전신이었다. 어떤 건물이나 방어 시설도 아마 목재로 지어졌을 것이다. 비록 12세기에 두 개의 석조 건물이 존재했다는 기록은 있지만 말이다. 이 중 성 마가렛 예배당은 바위 정상에 남아 있다. 두 번째 건물은 스코틀랜드 국립 전쟁 기념관 부지에 서 있던 성모 마리아에게 헌정된 교회였다. 상부 안뜰의 남쪽 부분(현재 크라운 스퀘어가 위치한 곳)은 15세기에 궁륭이 건설되기 전까지는 건축에 적합하지 않았다는 점을 감안할 때, 초기 건물들은 바위의 북쪽 부분, 즉 성 마가렛 예배당이 서 있는 지역 주변에 위치했을 가능성이 높다. 이는 예배당이 12세기 요새화의 대부분을 차지했을 정사각형 석조 성채의 마지막 잔해임을 시사한다. 이 구조는 데이비드 1세가 1135년 이후에 시작한 칼라일성의 성채와 유사했을 수 있다.
데이비드의 후계자 말 콜룸 4세 (재위 1153~1165)는 에든버러에서 다른 어떤 곳보다 오래 머물렀다고 전해진다. 그러나 1174년, 윌리엄 "사자왕" (재위 1165~1214)은 앨른윅 전투 (1174년)에서 잉글랜드군에게 사로잡혔다. 그는 석방을 위해 팔레즈 조약에 서명할 수밖에 없었고, 그 대가로 에든버러성과 베릭, 록스버러, 스털링성을 잉글랜드의 헨리 2세에게 넘겨주었다. 이 성은 12년 동안 잉글랜드군에게 점령되었다가 1186년에 윌리엄에게 반환되었는데, 이는 헨리 왕이 그를 위해 선택한 영국인 신부 에르멘가르드 드 보몽의 지참금의 일부였다. 12세기 말까지 에든버러성은 스코틀랜드 공식 국가 문서의 주요 보관소로 자리 잡았다.

### 스코틀랜드 독립 전쟁

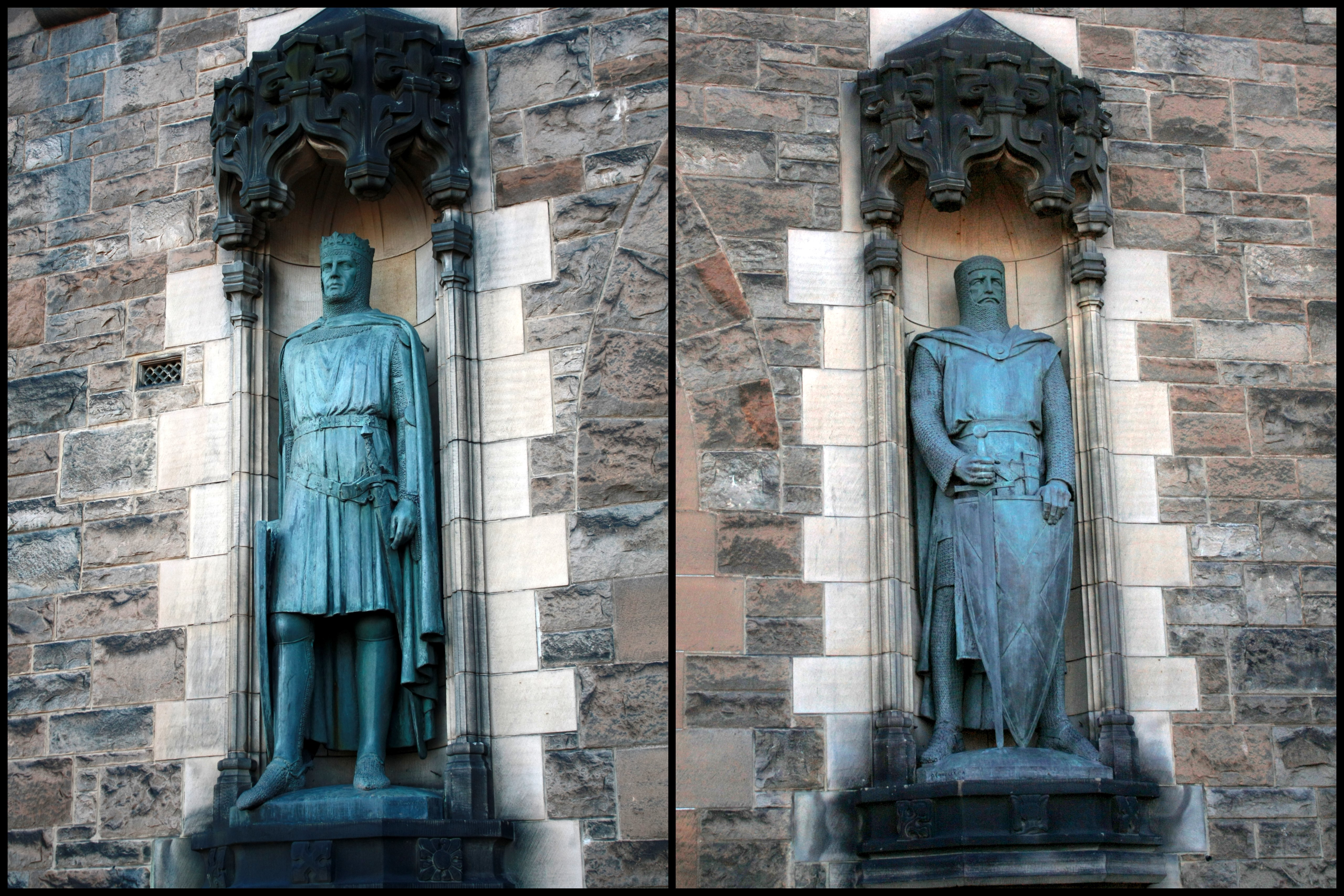
토마스 클랩퍼턴의 로버트 더 브루스 동상과 알렉산더 캐릭의 윌리엄 월리스 동상은 1929년에 성문 입구에 추가되었다.

한 세기 후, 1286년 알렉산더 3세 사망 후 스코틀랜드 왕위는 공석이 되었다. 에드워드 1세는 스코틀랜드 왕위 주장에 대한 경쟁 주장을 심사하도록 임명되었지만, 이를 기회 삼아 스코틀랜드의 봉건적 상위 군주로서 자신을 확립하려 했다. 협상 중 에드워드는 잠시 에든버러성에 머물렀으며, 그곳에서 스코틀랜드 귀족들의 충성 맹세를 받았을 수도 있다.
1296년 3월, 에드워드 1세는 스코틀랜드를 침공하여 제1차 스코틀랜드 독립 전쟁을 촉발했다. 에든버러 성은 3일간의 포격 끝에 항복하여 곧 잉글랜드의 통제하에 놓였다. 공성전 이후 에드워드는 많은 스코틀랜드 법률 기록과 왕실 보물을 성에서 잉글랜드로 옮겼다. 1300년에는 325명에 달하는 대규모 주둔지가 설치되었다. 에드워드는 또한 웨일스 성의 수석 건축가들을 스코틀랜드로 데려왔는데, 그 중에는 토마스 드 호턴과 마스터 월터 오브 헤리퍼드가 포함되어 있었고, 이들은 모두 웨일스에서 에든버러로 이동했다. 그러나 1307년 에드워드 1세가 사망한 후, 잉글랜드의 스코틀랜드 지배력은 약화되었다. 1314년 3월 14일, 토마스 랜돌프 모레이 백작의 기습 야간 공격으로 성이 재탈환되었다. 존 바버의 서사시 《더 브루스》는 30명의 정예 부대가 성 주둔지의 일원이었던 윌리엄 프랜시스의 안내를 받아 캐슬 록 북쪽 면을 따라 벽을 넘을 수 있는 길을 찾아 성을 탈환하는 과정을 묘사하고 있다. 랜돌프의 부대는 힘든 등반 끝에 벽을 넘어 주둔지를 기습하여 성을 점령했다. 로버트 더 브루스는 잉글랜드군이 성을 재점령하는 것을 막기 위해 즉시 성을 슬라이팅하라고 명령했다. 넉 달 후, 그의 군대는 배넉번 전투에서 승리했다.
1329년 브루스 사망 후, 에드워드 3세는 스코틀랜드 복속 시도를 재개하기로 결정하고 이전 왕 존 발리올의 아들 에드워드 발리올의 주장을 브루스의 어린 아들 데이비드 2세의 주장보다 지지했다. 에드워드는 1333년에 침공하여 제2차 스코틀랜드 독립 전쟁의 시작을 알렸고, 잉글랜드군은 1335년에 에든버러 성을 재점령하고 재요새화하여 1341년까지 점거했다. 이번에는 스코틀랜드의 공격이 윌리엄 더글러스 리즈데일 영주가 이끌었다. 더글러스의 일행은 리스 (스코틀랜드)에서 온 상인으로 위장하여 수송품을 주둔지에 가져다주는 척했다. 수레를 입구로 몰고 가서 문이 닫히는 것을 막기 위해 멈춰 세웠다. 근처에 숨어 있던 더 큰 병력이 합류하기 위해 달려왔고 성은 탈환되었다. 성에 있던 100명의 잉글랜드군은 모두 살해되었다.

### 데이비드의 탑과 15세기
1357년 베릭 조약 (1357년)으로 독립 전쟁이 종식되었다. 데이비드 2세는 다시 통치권을 잡고 에든버러 성을 재건하기 시작했으며, 이곳은 그의 주요 통치 거점이 되었다. 데이비드의 탑은 1367년경에 착공되었고, 1371년 데이비드가 성에서 사망할 때까지 미완성 상태였다. 이 탑은 그의 후계자인 로버트 2세에 의해 1370년대에 완공되었다. 이 탑은 현재의 하프 문 포대 자리에 있었으며, 포트컬리스 문이 서 있는 곳에 1375년에서 1379년 사이에 지어진 작은 콘스터블의 탑과 막벽의 일부로 연결되어 있었다.

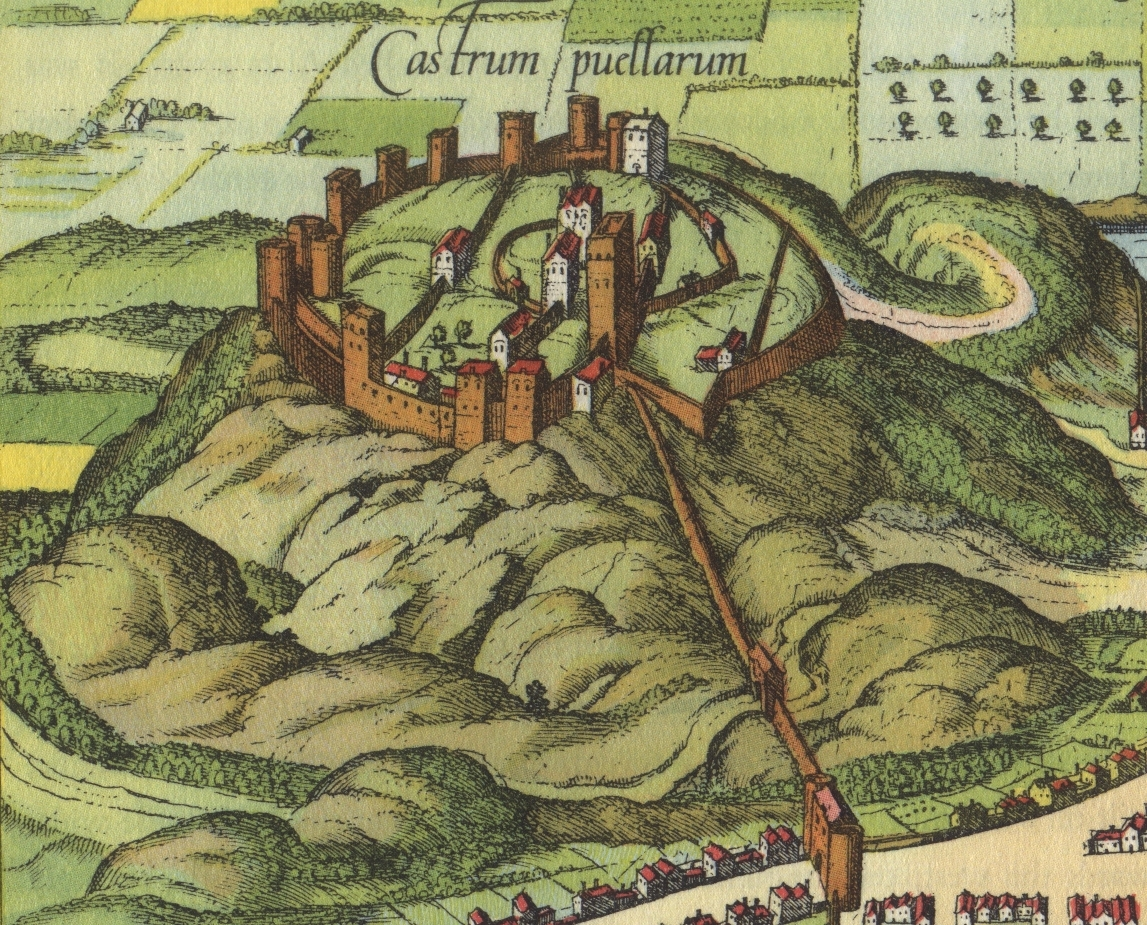
브라운 & 호겐베르크의 Civitates orbis terrarum에 실린 16세기 후반 성 묘사. 중앙에 데이비드의 탑이 보인다.

15세기 초, 이번에는 헨리 4세 휘하의 또 다른 잉글랜드군 침략군이 에든버러 성에 도달하여 공성전을 시작했으나, 결국 보급 부족으로 철수했다. 적어도 1436년~1437년경부터 윌리엄 크라이턴 경은 에든버러 성의 수호자 또는 총독이었으며, 얼마 후 스코틀랜드의 대법관이 되었다. 스코틀랜드의 섭정직을 얻으려는 시도로, 크라이턴은 왕국의 주요 귀족 가문인 더글러스 가문의 권력을 깨뜨리려 했다. 16세의 윌리엄 더글러스 6세 더글러스 백작과 그의 어린 동생 데이비드는 1440년 11월 에든버러 성으로 소환되었다. "블랙 디너"라고 불리는 사건이 데이비드의 탑에서 있은 후, 두 소년은 10세의 제임스 2세 (재위 1437~1460) 앞에서 조작된 혐의로 즉결 처형되었다. 이후 더글러스 지지자들이 성을 포위하여 피해를 입혔다. 이 시기에도 건축은 계속되어, 현재 크라운 스퀘어라고 알려진 지역이 1430년대에 궁륭 위에 배치되었다. 왕실 숙소가 건설되어 후기 궁전 건물의 핵심을 이루었고, 1458년경에는 대형 홀이 존재했다. 1464년에는 왕실 포병대가 현재 상부 안뜰이라고 알려진 지역 안팎으로 더 쉽게 이동할 수 있도록 현재의 북동쪽 바위 경사면을 따라 접근 도로가 만들어지면서 성에 대한 접근성이 향상되었다.
1479년, 알렉산더 스튜어트 올버니 공작은 그의 형 제임스 3세 (재위 1460~1488)에 대한 음모로 데이비드 탑에 투옥되었다. 그는 간수들을 취하게 한 다음 창문에서 밧줄을 타고 내려와 탈출했다. 공작은 프랑스로, 그리고 잉글랜드로 도피하여 에드워드 4세와 동맹을 맺었다. 1482년, 올버니는 베릭 점령 (1482년)에서 글로스터 공작 리처드 (이후 리처드 3세)와 잉글랜드 군대와 함께 스코틀랜드로 진격했다. 제임스 3세는 1482년 7월 22일부터 9월 29일까지 성에 갇혀 있다가 성공적으로 협상을 통해 합의에 도달했다.

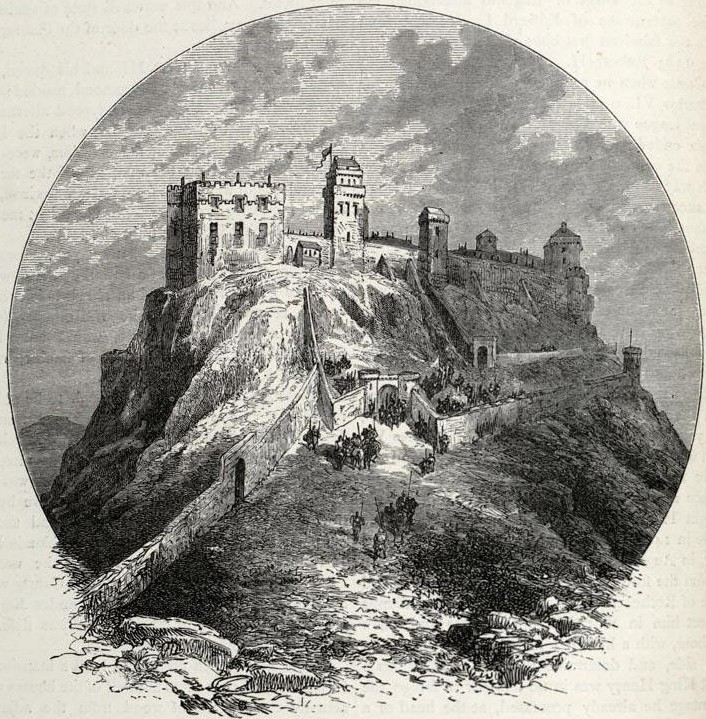
1573년 랭 시즈 이전의 에든버러성 모습으로, 중앙과 왼쪽에 데이비드의 탑과 궁전 건물이 보인다.

15세기 동안 이 성은 점차 병기창이자 군수품 공장으로 사용되었다. 총의 첫 구매는 1384년에 알려졌으며, "거대한 사석포"인 몬스 멕은 1457년에 에든버러에 도착했다. 총 제조를 위한 병기고에 대한 첫 기록은 1474년에 나타나며, 1498년에는 화포장 로버트 보스윅이 에든버러에서 청동 총을 주조했다. 1511년경에는 에든버러가 스코틀랜드의 주요 주조장이 되었고, 스털링 성을 대체하여 스코틀랜드와 유럽의 대장장이들이 보스윅의 지휘 아래 일했으며, 보스윅은 1512년에 "왕실 포병 주조 책임자"로 임명되었다. 그들의 생산물에는 스코틀랜드 주력함인 "그레이트 마이클"용 총과 1513년 플로든 전투에서 잉글랜드군에게 포획된 대포 세트인 "세븐 시스터스"가 포함되었다. 잉글랜드 해군 제독 토머스 하워드는 그들의 우아한 모양과 훌륭한 마무리를 칭찬하며, 그 크기와 길이에 비해 자신이 본 것 중 가장 아름다운 [대포]라고 선언했다. 1510년부터는 네덜란드 장인들도 초기 화기인 핸드 컬버린을 생산했다. 플로든 전투 이후에도 보스윅은 알려지지 않은 수의 총을 계속 생산했지만, 현존하는 것은 없다. 그의 뒤를 이어 프랑스 대장장이들이 1550년대에 해그벗 (또 다른 종류의 화기) 제조를 시작했으며, 1541년에는 성에 413개의 재고가 있었다.
한편, 왕실은 성에서 약 1 마일 (1.6 km) 떨어진 홀리루드 사원에서 더 자주 머무르기 시작했다. 15세기 말경, 제임스 4세 왕 (재위 1488~1513)은 이 사원 옆에 홀리루드 궁전을 에든버러의 주요 거주지로 지었고, 이후 성의 왕실 거주지로서의 역할은 감소했다. 그러나 제임스 4세는 16세기 초에 완공된 그레이트 홀을 건설했으며, 성은 그의 야생 기사와 흑색 숙녀 토너먼트의 배경이 되었다. 그의 딸 마거릿 스튜어트는 시녀 엘런 모어와 함께 성에 머물렀다.

### 16세기와 랭 시즈

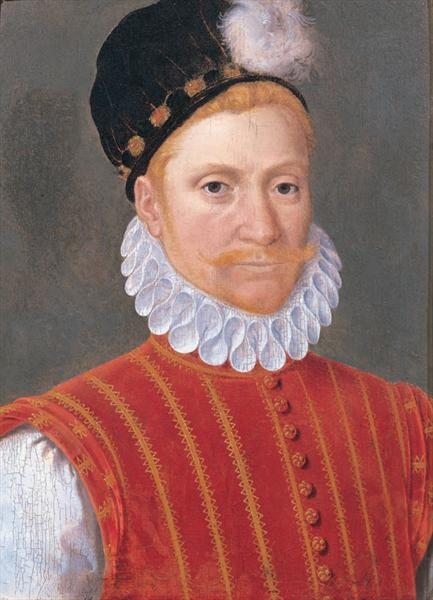
1571~73년 랭 시즈 동안 메리 여왕을 위해 성을 지킨 그레인지의 윌리엄 커크컬디 경. 장 클루에의 그림.

제임스 4세는 1513년 9월 9일 플로든 전투에서 전사했다. 잉글랜드가 우위를 점할 것으로 예상한 스코틀랜드군은 서둘러 에든버러 주변에 성벽을 세우고 성의 방어 시설을 보강했다. 로버트 보스윅과 프랑스인 앙투안 다르세는 1514년에 새로운 포병 방어 시설과 요새를 설계하는 데 참여했지만, 증거 부족으로 계획된 작업이 거의 실행되지 않은 것으로 보인다. 3년 후, 아직 5세에 불과한 제임스 5세 (재위 1513–1542)는 안전을 위해 성으로 옮겨졌다. 25년 후 그가 사망하자, 왕위는 그의 생후 일주일 된 딸 메리 스튜어트에게 넘어갔다. 이후 잉글랜드의 침공이 이어졌는데, 헨리 8세는 스코틀랜드에 왕조 간 결혼을 강요하려 했다. 1544년 5월 에든버러 방화 당시 성에서 발포한 포수 앤드루 맨션은 요새를 폭격하기 위해 배치된 잉글랜드 대포를 파괴했다. 1547년 아란 섭정에게 불만을 품은 주둔 병사들이 노럼성으로 와서 잉글랜드군을 들여보내 주겠다고 제안했다.
1548년의 재요새화에는 이탈리아식 성벽의 일종인 박차(Spur)로 알려진 흙으로 된 앙굴 바스티옹이 포함되었는데, 이는 영국에서 가장 초기 사례 중 하나이다. 반역자 알렉산더 크라이턴의 거주지인 브런스톤성은 건축 자재를 제공하기 위해 철거되었다. 박차는 앙리 2세의 궁정에서 온 이탈리아 기술자 미글리오리노 우발디니가 설계했을 수도 있으며, 프랑스의 국장이 새겨져 있었다고 한다. 제임스 5세의 미망인 기즈의 마리는 1554년부터 1560년 성에서 사망할 때까지 섭정 역할을 했다.
이듬해, 가톨릭 신자였던 메리 스튜어트는 프랑스에서 돌아와 통치를 시작했지만, 개신교 스코틀랜드 귀족들 간의 위기와 다툼으로 얼룩졌다. 1565년, 여왕은 헨리 스튜어트 단리 경과 불미스러운 결혼을 했다. 1566년 6월 19일 에든버러성 궁전의 작은 방에서 그녀는 아들 제임스를 낳았는데, 그는 나중에 스코틀랜드와 잉글랜드의 왕이 되었다. 메리는 성을 수리하고 이전보다 더 아름답게 만들 계획을 세웠다. 그러나 메리의 통치는 갑작스러운 종말을 맞았다. 1567년 커크 오 필드에서 단리 경이 살해된 지 석 달 후, 그녀는 주요 살해 용의자 중 한 명인 제임스 헵번 보스웰 4세 백작과 결혼했다. 귀족들의 상당수가 반란을 일으켰고, 결국 메리는 로클리븐성에 투옥되어 강제로 퇴위당했다. 그녀는 탈출하여 잉글랜드로 도피했지만, 일부 귀족들은 그녀의 대의에 충실히 남아 있었다. 에든버러성은 처음에는 그 성의 성주인 제임스 밸푸어 피텐드리치 경에 의해, 메리의 퇴위를 강요하고 어린 제임스 6세의 이름으로 권력을 잡은 제임스 스튜어트 모레이 백작에게 넘어갔다. 1568년 5월 랭사이드 전투 직후, 모레이는 윌리엄 커크컬디 경을 성의 관리인으로 임명했다.

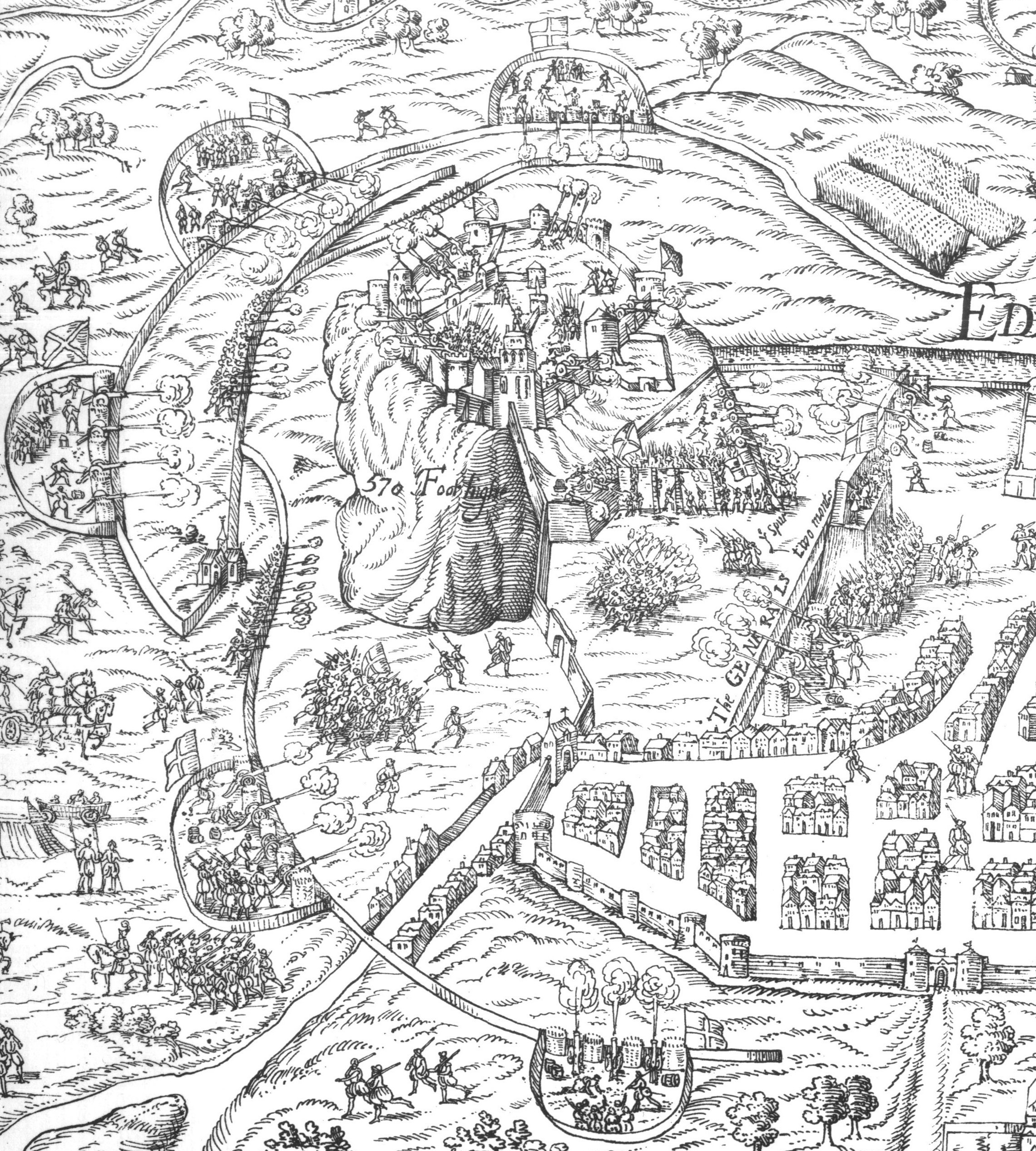
1573년 포위된 에든버러성을 묘사한 동시대 그림의 세부 묘사, 공격용 포대에 둘러싸인 모습이 보인다.

그랜지는 섭정의 신뢰받는 부관이었지만, 1570년 1월 모레이가 살해된 후 그의 국왕 대의에 대한 충성심은 흔들리기 시작했다. 두 군주 지지자들 사이에 간헐적인 내전이 계속되었고, 1571년 4월 덤버턴성은 "국왕의 사람들"에게 함락되었다. 메리 여왕의 비서인 레딩턴의 윌리엄 메이틀랜드의 영향으로 그랜지는 편을 바꾸어 메리 여왕을 위해 에든버러 시와 성을 점령했고, 새로운 섭정인 레녹스 백작에게 대항했다. 이후의 대치는 2년 후까지 해결되지 않았고, 스코트어로 "긴"을 의미하는 단어에서 유래하여 "랭 시즈"로 알려지게 되었다. 적대 행위는 5월에 시작되어 한 달간의 도시 포위와 10월의 두 번째 짧은 포위가 이어졌다. 한편 봉쇄와 교전은 계속되었고, 그랜지는 성을 계속해서 재요새화했다. 국왕파는 성을 함락시키는 데 필요한 포병과 자금이 부족하여 프랑스와 알바 공작이 스페인령 네덜란드에서 지원을 받을까 우려하여 잉글랜드의 엘리자베스 1세에게 도움을 요청했다. 엘리자베스는 협상을 위해 사절을 보냈고, 1572년 7월 휴전이 합의되어 봉쇄가 해제되었다. 도시는 사실상 국왕파에게 넘겨졌고, 그랜지는 성에 갇히게 되었다.
휴전은 1573년 1월 1일에 만료되었고, 그레인지는 마을을 포격하기 시작했다. 그러나 그의 화약과 탄약 공급은 부족했고, 40개의 대포가 사용 가능했지만 주둔지에는 7명의 포수만이 있었다. 이제 모턴 백작이 섭정으로 책임자가 된 왕군 병력은 포위 공격 계획을 진전시키고 있었다. 성을 둘러싸는 참호가 파였고, 성 마가렛 우물은 오염되었다. 2월까지 메리 여왕의 다른 모든 지지자들은 섭정에게 항복했지만, 그레인지는 성 내의 물 부족에도 불구하고 저항하기로 결심했다. 주둔 병력은 마을을 계속 포격하여 여러 시민을 살해했다. 그들은 또한 불을 지르기 위해 돌격하여 마을의 100채 가옥을 불태우고 불을 끄려는 모든 사람들에게 발포했다.

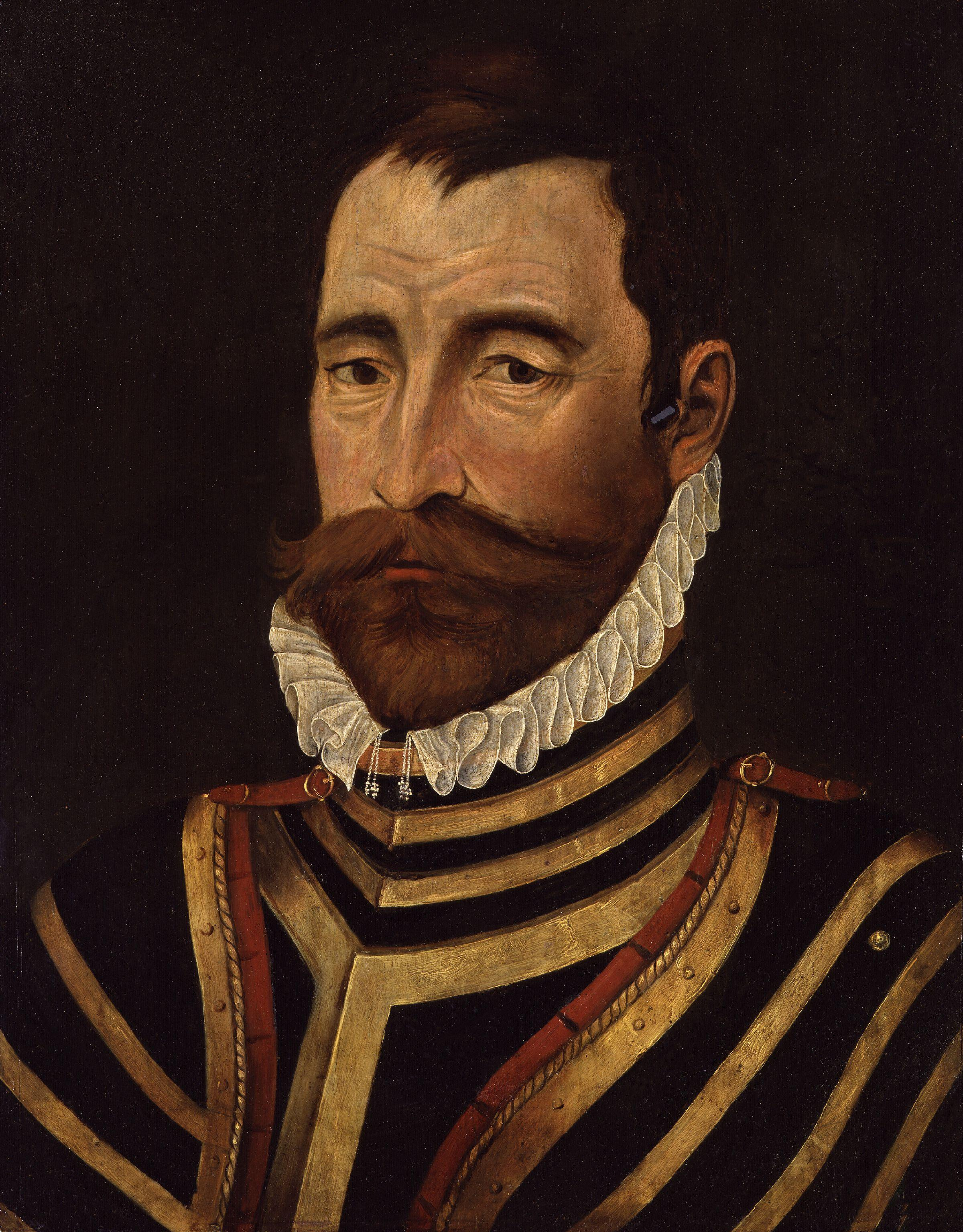
윌리엄 드러리 경, 1573년 랭 시즈를 종결시킨 잉글랜드 엘리자베스 1세의 개신교 군대 지휘관. 작자 미상.

4월에 윌리엄 드러리 경이 이끄는 약 1,000명의 잉글랜드 군대가 에든버러에 도착했다. 그들은 베릭어폰트위드에서 가져온 27문의 대포를 뒤따랐는데, 이 중 하나는 에든버러 성에서 주조되었고 플로든 전투에서 잉글랜드군에게 노획된 것이었다. 잉글랜드군은 캐슬 힐에 성 동쪽 벽을 직접 마주보는 포대와 북쪽, 서쪽, 남쪽에 5개의 다른 포대를 건설했다. 5월 17일까지 이 포대들이 준비되었고, 포격이 시작되었다. 다음 12일 동안 포수들은 약 3,000발을 성에 발사했다. 5월 22일, 데이비드 탑의 남쪽 벽이 무너졌고, 다음 날 콘스터블 탑도 무너졌다. 잔해는 성 입구와 포웰을 막았지만, 이 우물은 이미 말라 있었다. 5월 26일, 잉글랜드군은 무너진 잔해로 고립되었던 성의 외부 방어시설인 스퍼를 공격하여 점령했다. 다음 날 그레인지는 항복 협상을 위해 휴전을 요구하며 사다리를 타고 성 밖으로 나왔다. 포위 공격을 끝내도 자유롭게 풀려나지 않을 것이 분명해지자, 그레인지는 저항을 계속하기로 결심했지만, 주둔군은 반란을 위협했다. 그리하여 그는 5월 28일 드리와 그의 부하들이 성에 들어갈 수 있도록 주선했는데, 이는 섭정 모턴에게 항복하기보다 잉글랜드군에게 항복하는 것을 선호했기 때문이다. 에든버러성은 섭정의 동생인 조지 더글러스 파크헤드에게 넘겨졌고, 주둔군은 자유롭게 풀려났다. 대조적으로, 커크컬디 오브 그레인지와 그의 동생 제임스, 그리고 성 안에서 메리 여왕의 이름으로 동전을 주조했던 두 보석상인 제임스 모스만과 제임스 콕은 8월 3일 에든버러 마켓 크로스에서 교수형에 처해졌다.

### 노바스코샤와 내전
성의 대부분은 이후 섭정 모턴에 의해 재건되었는데, 여기에는 박차(Spur), 새로운 하프 문 포대, 그리고 포트컬리스 문이 포함되었다. 이 작업 중 일부는 15년 전에 데이비드 탑을 수리했던 공장장이었던 윌리엄 맥도웰이 감독했다. 하프 문 포대는 규모는 인상적이지만, 역사가들은 비효율적이고 구식의 포병 방어 시설로 간주한다. 이는 자원 부족 때문일 수도 있지만, 고대 데이비드 탑을 가리고 궁전 건물의 중요성을 높이는 포대의 위치는 중요한 결정으로 여겨져 왔다.
파손된 궁전 건물은 특히 제임스 6세가 1603년 잉글랜드 왕이 된 후 사용되지 않았다. 제임스는 1584년에 수리를 시행했고, 1615년~1616년에는 스코틀랜드 재방문을 준비하기 위해 더 광범위한 수리가 이루어졌다. 석공 윌리엄 월리스와 건축 책임자 제임스 머리는 초기 스코틀랜드의 이중 건물 블록의 예시를 도입했다. 주요 외부 특징은 동쪽 정면에 위치한 세 개의 3층짜리 오리엘 창문으로, 도시를 향해 있으며 방어 시설일 뿐만 아니라 궁전임을 강조했다. 1617년 방문 동안 제임스는 재단장된 궁전 건물에서 궁정을 열었지만, 여전히 홀리루드에서 잠을 자는 것을 선호했다.

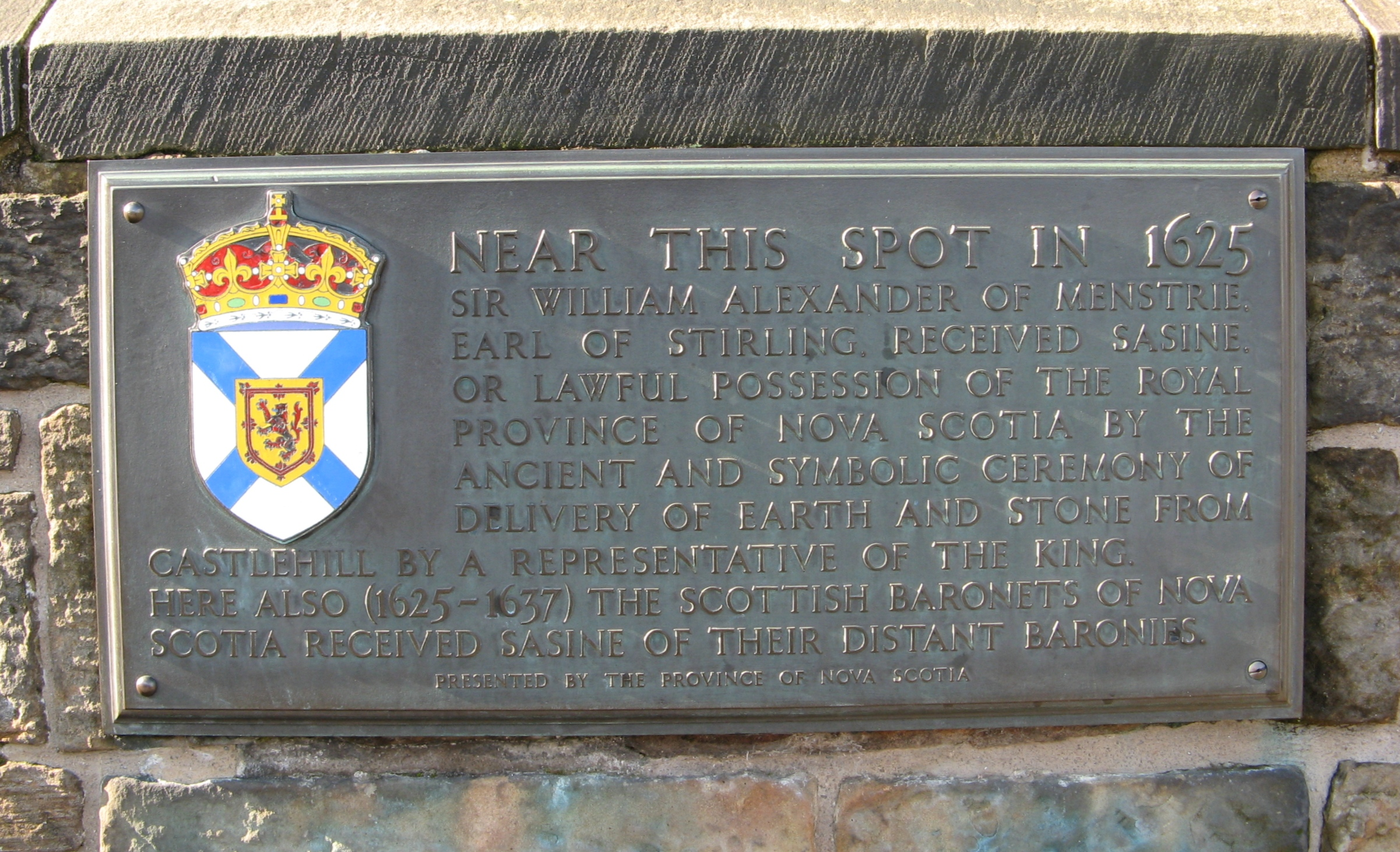
윌리엄 알렉산더 경 기념 명판, 성 광장

1621년, 제임스 왕은 윌리엄 알렉산더 경에게 뉴잉글랜드와 뉴펀들랜드섬 사이의 북미 땅을 노바스코샤("새로운 스코틀랜드")로 부여했다. 새로운 영토의 정착과 플랜테이션을 촉진하기 위해 1624년에 노바스코샤 준남작 작위가 만들어졌다. 스코틀랜드 법에 따르면, 준남작은 자신이 준남작인 땅의 흙과 돌을 상징적으로 받음으로써 "세신을 받아야" 했다. 노바스코샤가 너무 멀리 떨어져 있었기 때문에, 왕은 세신이 새로운 주에서 또는 "스코틀랜드에서 가장 저명하고 주요한 장소인 에든버러성에서" 이루어질 수 있다고 선언했다.
제임스의 후계자인 찰스 1세는 1633년 스코틀랜드 즉위 전날 밤 그레이트 홀에서 만찬을 열고 하룻밤을 묵으며 에든버러성을 단 한 번 방문했다. 이는 재위 중인 군주가 성에 거주한 마지막 경우였다. 1639년, 찰스가 스코틀랜드 교회에 주교제를 강요하려 하자 왕군과 장로교 언약자들 사이에 내전이 발발했다. 알렉산더 레슬리가 이끄는 언약자들은 짧은 공성전 끝에 에든버러성을 점령했지만, 같은 해 6월 베릭 조약 (1639년) 이후 찰스에게 반환되었다. 그러나 평화는 짧았고, 다음 해 언약자들은 이번에는 3개월간의 공성전 끝에 성을 다시 점령했으며, 그 동안 주둔군은 보급품이 바닥났다. 박차는 심하게 손상되어 1640년대에 철거되었다. 왕당파 지휘관 제임스 그레이엄 몬트로즈 1세 후작은 1650년 체포된 후 이곳에 투옥되었다.
1650년 5월, 코베넌터들은 브레다 조약 (1650년)에 서명하여, 전년도에 그의 아버지를 처형한 잉글랜드 의회파에 대항하여 망명 중인 찰스 2세와 동맹을 맺었다. 스코틀랜드인들이 찰스를 왕으로 선포하자, 올리버 크롬웰은 스코틀랜드를 침공하여 9월 던바 전투 (1650년)에서 코베넌터군을 격파했다. 에든버러성은 3개월간의 공성전 끝에 함락되었고, 이로 인해 추가 피해가 발생했다. 성의 총독 월터 던다스 대령은 버틸 만한 보급품이 있었음에도 불구하고, 측면을 바꾸려는 욕망 때문이라고 알려진 채 크롬웰에게 항복했다.

### 주둔 요새: 자코바이트와 전쟁 포로

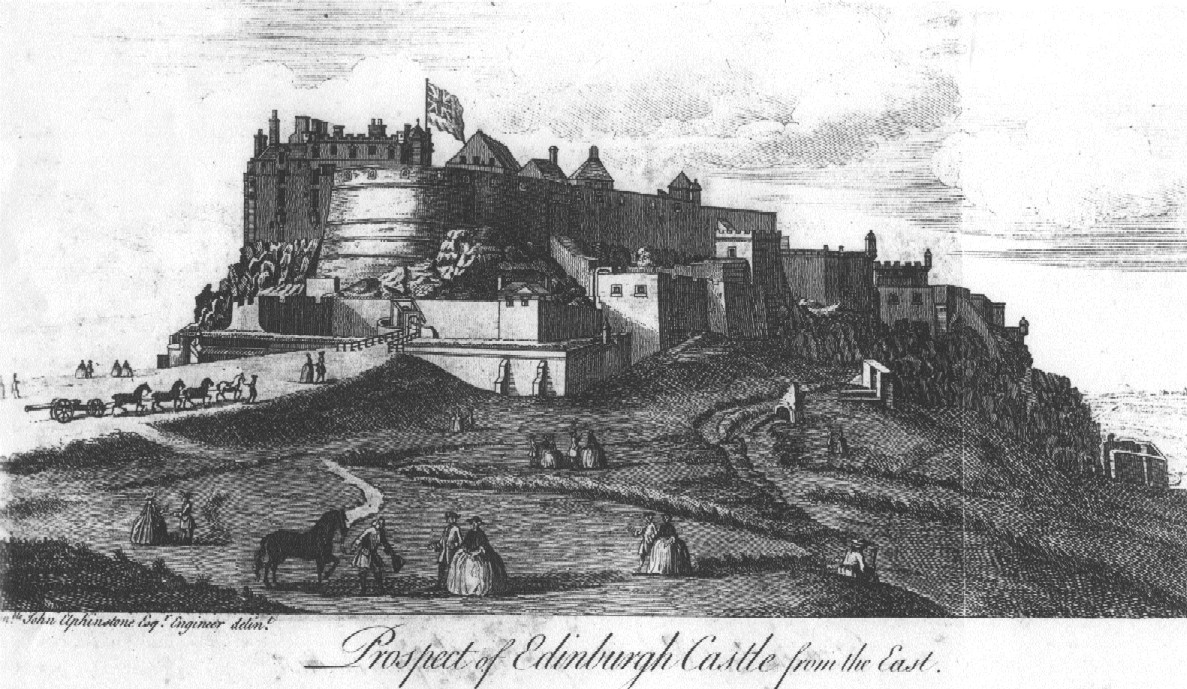
1753년 에스플라네이드 건설이 시작되기 직전에 제작된 에든버러 성의 판화

1660년 왕정복고 이후, 찰스 2세는 크롬웰의 신모범군을 기반으로 한 상비군을 유지하기로 결정했다. 이때부터 1923년까지 성에는 계속 주둔지가 유지되었다. 중세의 왕실 성은 주둔지 요새로 변모했지만, 군사적, 정치적 행동을 계속해서 보였다. 아가일 후작은 1661년 찰스 2세가 왕좌에 복귀한 후 적들과의 오래된 원한을 해결하면서 이곳에 투옥되었다. 20년 후, 아가일의 아들인 9대 아가일 백작도 제임스 7세 통치 기간에 종교적 비국교도주의로 인해 성에 투옥되었다. 그는 여동생의 하인으로 변장하여 탈출했지만, 1685년 제임스를 왕좌에서 몰아내려던 그의 반란이 실패한 후 재포획되어 성으로 돌아왔다.
제임스 7세는 1688년 명예 혁명으로 폐위되어 망명했고, 이 혁명으로 오렌지 공 윌리엄이 잉글랜드 왕으로 즉위했다. 얼마 후, 1689년 초 스코틀랜드 의회는 윌리엄을 공식적으로 새로운 왕으로 받아들이기 위해 모인 후, 성의 총독인 고든 공작에게 요새를 항복하라고 요구했다. 제임스 7세가 동료 가톨릭 신자로서 임명했던 고든은 거부했다. 1689년 3월, 성은 종교 분쟁으로 더욱 약화된 160명의 수비대에 맞서 7,000명의 병력에 의해 봉쇄되었다. 3월 18일, 하이랜드에서 반란을 일으키려던 던디 자작은 캐슬 록 서쪽 면을 기어올라 고든에게 새로운 왕에 대항하여 성을 지키라고 촉구했다. 고든은 동의했지만, 이어진 포위 공격 동안 그는 도시를 포격하는 것을 거부했고, 포위 공격군은 성에 거의 피해를 입히지 않았다. 북부에서 던디가 초기에 성공을 거두었음에도 불구하고, 고든은 결국 6월 14일, 보급품이 줄어들고 3개월간의 포위 공격 동안 70명의 병력을 잃은 끝에 항복했다.

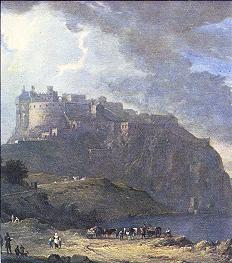
1780년경 알렉산더 네스미스의 에든버러성, 전경에는 노르 호가 있다.

1715년 첫 번째 자코바이트 봉기 때 "오래된 왕위 주장자"를 지지하던 성은 거의 함락될 뻔했다. 9월 8일, 봉기 시작 이틀 만에 드러먼드 경이 이끄는 약 100명의 자코바이트 고지인들이 주둔지 대원들의 도움을 받아 성벽을 기어오르려 했다. 그러나 성 보초병들이 내린 밧줄 사다리가 너무 짧았고, 교대 근무 후 경보가 울렸다. 자코바이트들은 도망쳤고, 성 내의 탈영병들은 교수형에 처해지거나 채찍질을 당했다. 1728년, 웨이드 장군은 성의 방어 시설이 낡고 부적절하다고 보고했고, 1720년대와 1730년대 내내 대대적인 요새화 강화 작업이 진행되었다. 이 시기에 성의 북쪽과 서쪽 측면에 대부분의 포병 방어 시설과 보루가 건설되었다. 이들은 군사 기술자 존 로메르 대위가 설계하고 건축가 윌리엄 애덤이 건설했다. 여기에는 아가일 포대, 밀스 마운트 포대, 저지대 방어 시설, 서부 방어 시설이 포함된다.
성에 대한 마지막 군사 작전은 1745년 두 번째 자코바이트 봉기 때 일어났다. 찰스 에드워드 스튜어트("보니 프린스 찰리") 휘하의 자코바이트군은 1745년 9월 에든버러를 무혈 점령했지만, 성은 나이가 많은 부총독 조지 프레스턴 장군의 손에 남아 있었고, 그는 항복을 거부했다. 9월 21일 프레스턴팬스 전투에서 정부군에게 승리한 후, 자코바이트군은 성을 봉쇄하려 했다. 프레스턴은 마을 내 자코바이트 진지를 포격하는 것으로 응수했다. 여러 건물이 파괴되고 4명이 사망하자 찰스는 봉쇄를 해제했다. 자코바이트군 자체는 대응할 중포가 없었고, 11월까지 그들은 잉글랜드로 진군했으며, 에든버러는 성 주둔군에게 맡겨졌다.
다음 세기 동안, 성의 지하 금고는 7년 전쟁 (1756–1763), 미국 독립 전쟁 (1775–1783), 나폴레옹 전쟁 (1803–1815)을 포함한 여러 분쟁 기간 동안 전쟁 포로를 수용하는 데 사용되었다. 이 기간 동안 성 내부에 여러 신축 건물이 세워졌는데, 여기에는 화약고, 저장고, 총독 관저 (1742년), 그리고 신병영 (1796–1799년)이 포함된다.

### 19세기부터 현재까지

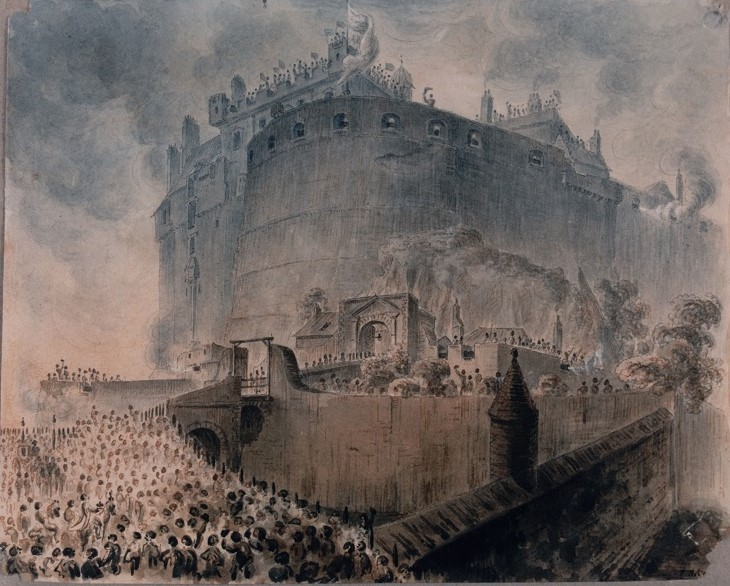
제임스 스키네가 그린 조지 4세가 1822년 하프 문 포대 성벽에서 손을 흔드는 모습.

1811년 대규모 탈옥 사건으로 49명의 전쟁 포로가 남쪽 벽의 구멍을 통해 탈출하자, 당국은 성 지하 감옥이 더 이상 감옥으로 적합하지 않다고 판단했다. 이 용도는 1814년에 중단되었고 성은 점차적으로 국가 기념물로서 다른 역할을 맡기 시작했다. 1818년, 월터 스콧 경은 1707년 스코틀랜드와 잉글랜드의 연합 이후 실종된 것으로 여겨지던 스코틀랜드 왕관을 찾기 위해 성을 수색할 허가를 받았다. 현재 크라운 룸으로 알려진 봉인된 방으로 들어가 그 안에 있는 상자를 열자, 그는 스코틀랜드의 영예를 다시 발견했으며, 이는 이후 1 실링의 입장료를 받고 대중에게 공개되었다. 1822년, 조지 4세는 에든버러를 방문하여 1651년 찰스 2세 이후 처음으로 재위 중인 군주가 성을 방문하는 것이 되었다. 1829년, 몬스 멕 대포는 런던탑에서 반환되었는데, 이 대포는 "45년" 이후 스코틀랜드 무장 해제 과정의 일부로 가져와졌으며, 1830년대에 궁전은 방문객들에게 개방되기 시작했다. 성 마가렛 예배당은 수년간 창고로 사용되다가 1845년에 고대 유물학자 대니얼 윌슨에 의해 "재발견"되었다. 에든버러 출판사 윌리엄 넬슨의 자금 지원을 받아 1880년대에 이폴리트 블랑이 수행한 작업으로 아가일 타워가 포트컬리스 문 위에 건설되었고, 대형 홀은 수년간 병영으로 사용되다가 복원되었다. 새로운 게이트하우스는 1888년에 건설되었다. 19세기 동안, 성 전체를 스코틀랜드 남작 작풍 샤토로 재건하는 여러 계획이 제안되었다. 1858년에 작업이 시작되었지만 곧 중단되었고, 병원 건물만 1897년에 최종적으로 개조되었다. 1861년 앨버트 공 사망 후, 건축가 데이비드 브라이스는 기념물로 50-미터 (160 ft) 크기의 성채를 제안했지만, 빅토리아 여왕이 반대하여 계획은 추진되지 않았다.

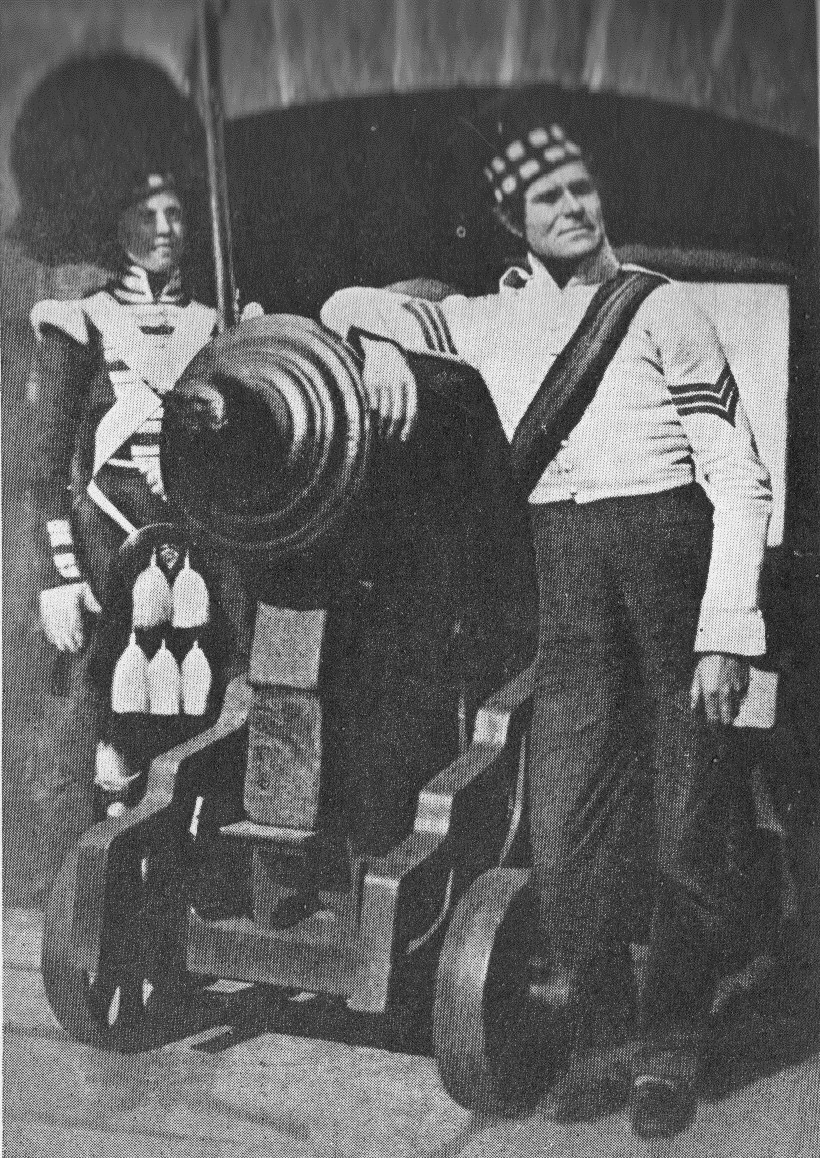
1845년 성 주둔 임무 중이던 92보병연대 (이후 고든 하이랜더스) 병사들

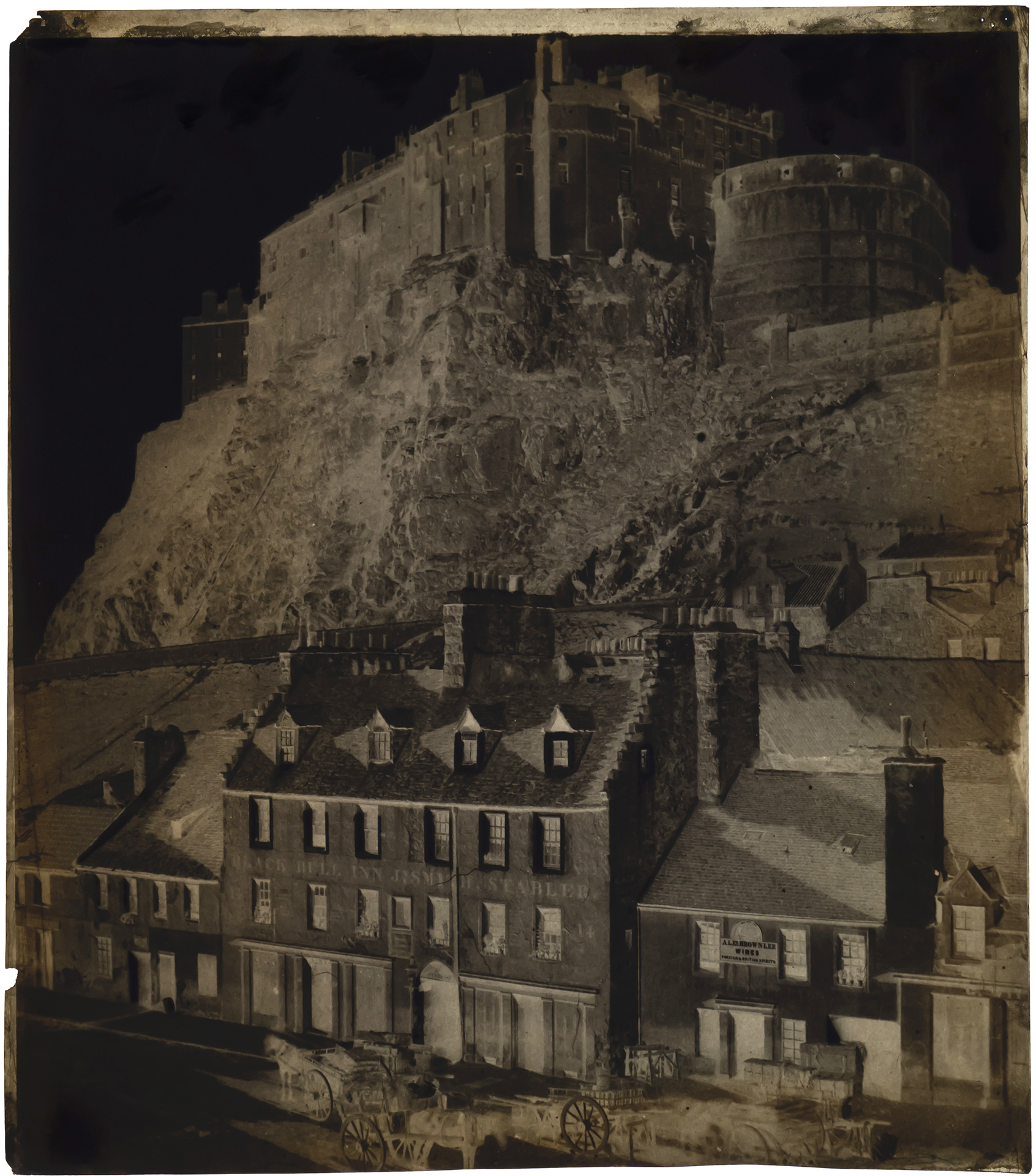
토마스 키스의 에든버러성, 왁스지 네거티브, 1855년경. 이미지 컬렉션 부서, 국립 미술관 도서관, 워싱턴 D.C.

1905년, 성에 대한 책임은 영국 전쟁성에서 영국 국립 기념물로 이관되었지만, 병영은 1923년까지 남아 있었고, 그 후 병사들은 에든버러 남서부의 레드포드 병영으로 이전했다. 성은 제1차 세계 대전 중에는 "레드 클라이드사이드"의 데이비드 커크우드가 군사 감옥에 수감되었을 때 다시 감옥으로 사용되었고, 제2차 세계 대전 중에는 격추된 독일 루프트바페 조종사들이 포로로 잡혔을 때 사용되었다. 1876년 이후 공석이었던 에든버러성 총독 직위는 1935년에 스코틀랜드 장군 지휘관의 명예직으로 부활했으며, 첫 번째 재임자는 로치엘의 아치볼드 캐머런 중장이었다. 성은 1991년 히스토릭 스코틀랜드가 설립될 때 관리를 맡게 되었고, 1993년에 국립 기념물로 지정되었다. 성의 건물과 구조물은 24개의 별도 목록에 의해 추가로 보호받는데, 이 중 13개는 스코틀랜드 역사 건축물에 대한 최고 수준의 보호인 카테고리 A에 해당한다. 그리고 전쟁 기념관 지붕에 31kW 태양 전지판을 설치할 때는 특히 주의를 기울였는데, 이는 난간으로 가려져 있었다. 에든버러의 올드 타운과 뉴 타운은 1995년 유네스코에 의해 등재된 세계유산으로, "중세 요새가 지배하고 있다"고 묘사된다.

## 설명

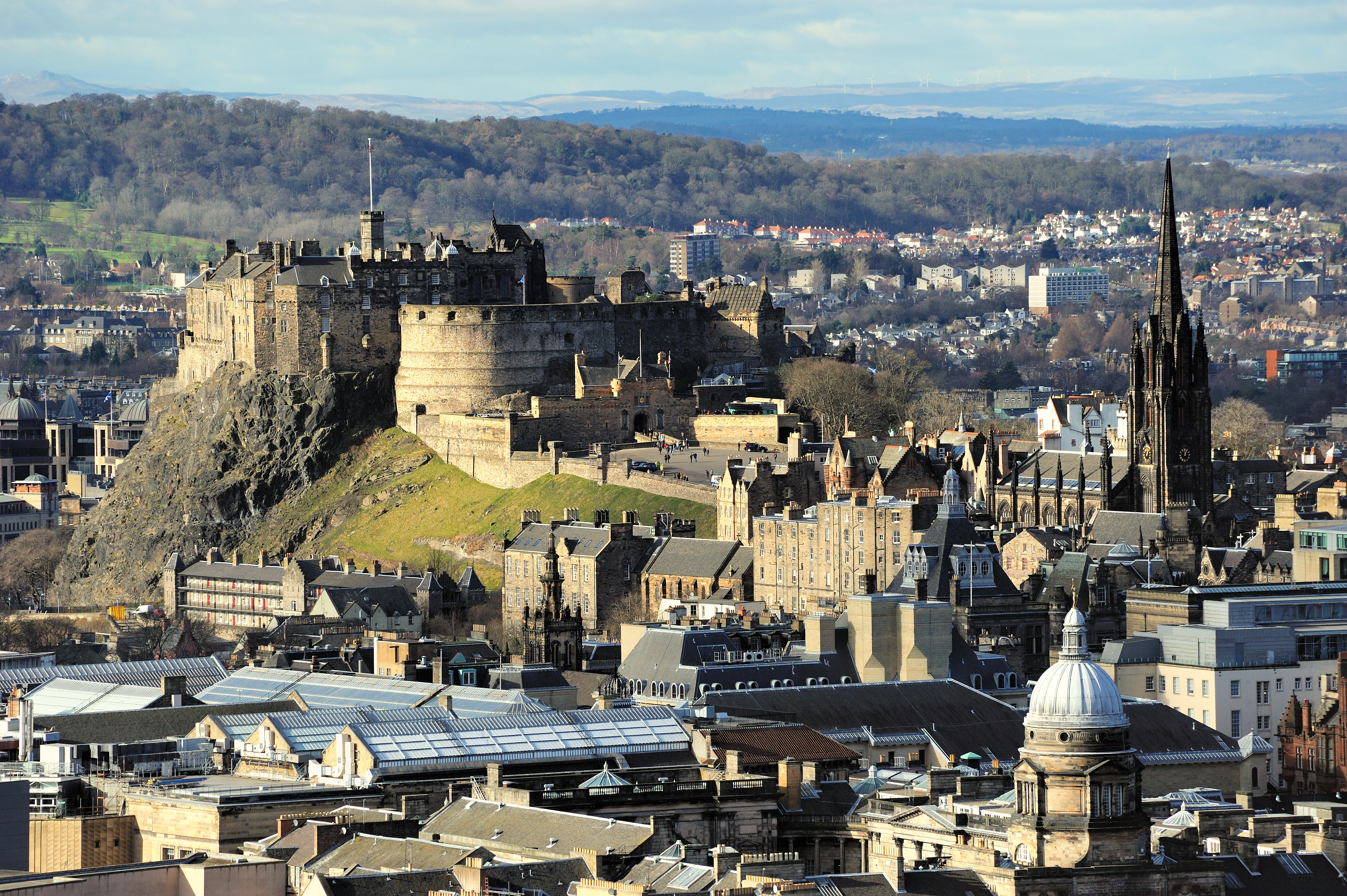
성은 도시 스카이라인을 압도한다.

에든버러성은 에든버러 올드 타운 서쪽 끝, 로열 마일 꼭대기에 위치한다. 화산 활동으로 형성된 캐슬 록은 북쪽과 남쪽에 가파른 절벽이 있고 서쪽에서 가파른 오르막이 있어 자연적인 방어 요새를 제공한다. 동쪽 마을에서 접근하는 길만 유일하게 쉽고, 성의 방어 시설은 이에 맞춰 캐슬 록 정상으로 가는 길을 보호하기 위해 일련의 문들이 설치되어 있다.

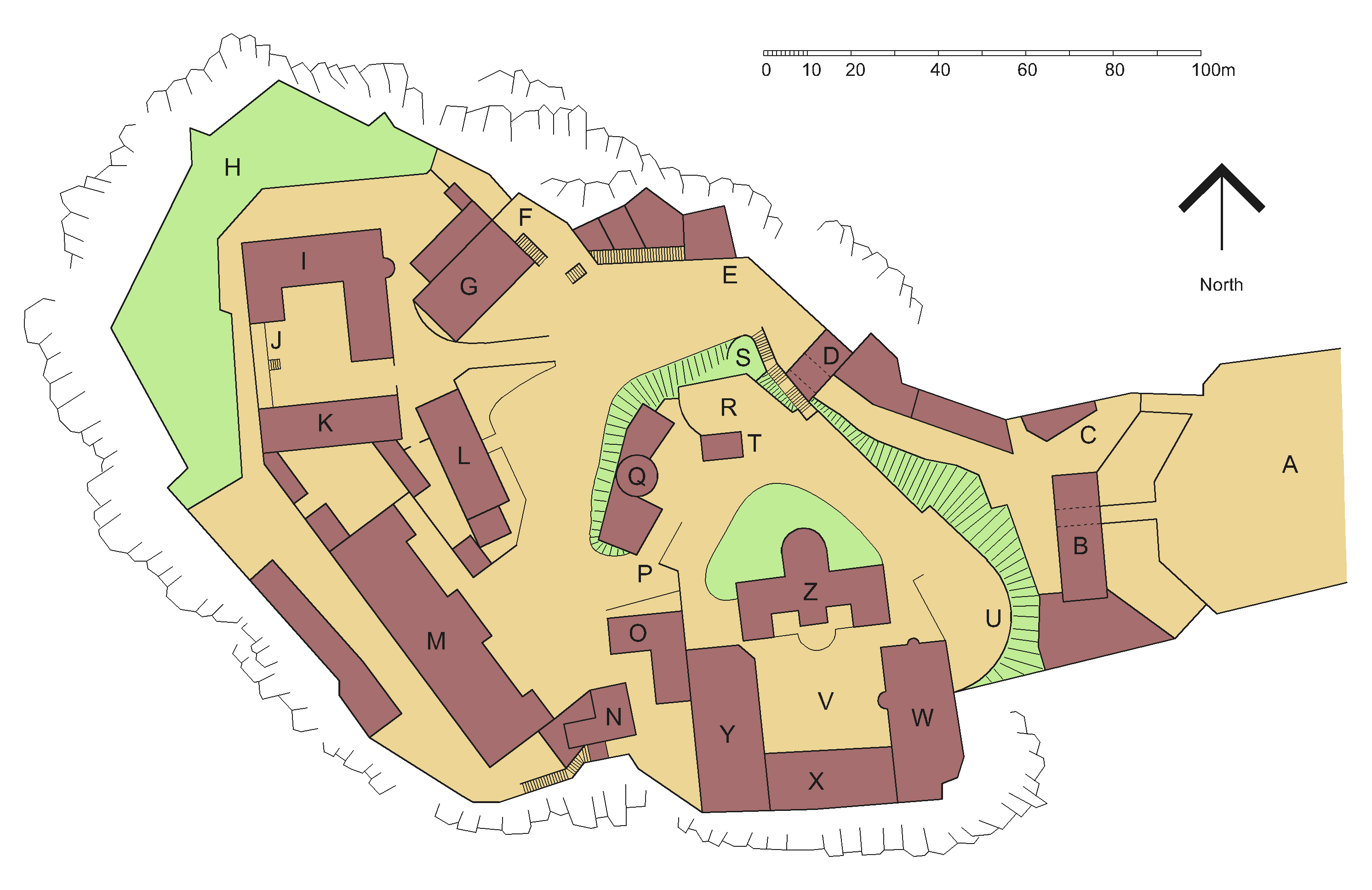
에든버러성 평면도
범례:
A 에스플라네이드· B 게이트하우스· C 매표소· D 포트컬리스 게이트 및 아가일 타워· E 아가일 포대· F 밀스 마운트 포대 및 1시 포병대· G 마차고· H 서부 방어선· I 병원· J 벗츠 포대· K 스코틀랜드 국립 전쟁 박물관· L 총독 관저· M 신병영· N 군사 교도소· O 로열 스코츠 박물관· P 푸그스 게이트· Q 저수지· R 몬스 멕· S 애완동물 묘지· T 성 마가렛 예배당· U 하프 문 포대· V 크라운 스퀘어· W 왕궁· X 대형 홀· Y 퀸 앤 빌딩· Z 스코틀랜드 국립 전쟁 기념관

### 외부 방어선
성 앞에는 에스플라네이드라고 불리는 길고 완만한 경사의 앞뜰이 있다. 원래 16세기 뿔 방책인 스퍼(Spur)가 이곳에 있었다. 현재의 에스플라네이드는 1753년에 연병장으로 조성되었고, 1845년에 확장되었다. 이 에스플라네이드에서 매년 에든버러 밀리터리 타투가 열린다. 에스플라네이드에서는 하프 문 포대가 눈에 띄며, 그 왼쪽에는 왕궁이 있다.

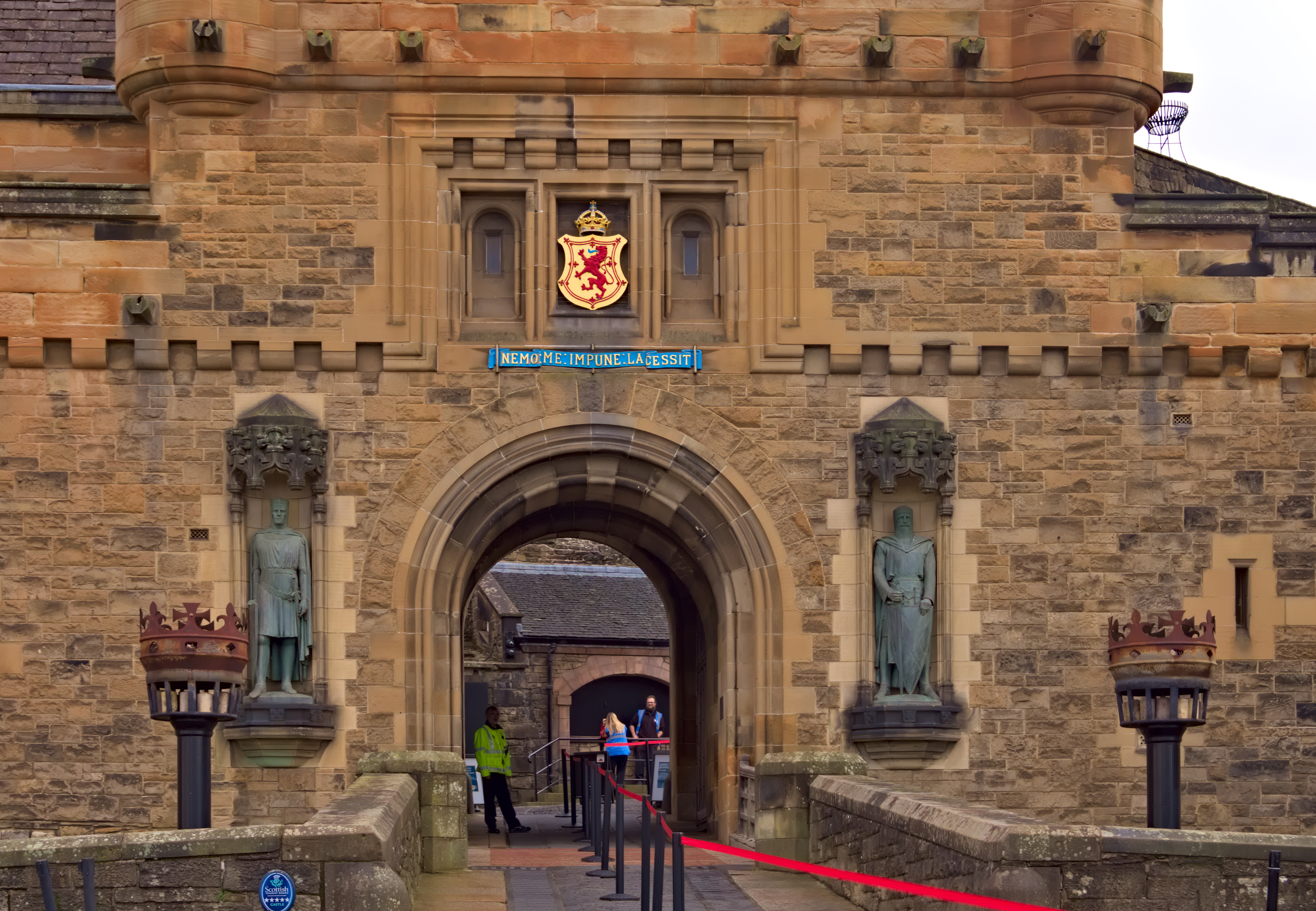
에스플라네이드에서 성으로 들어가는 정문 (게이트하우스 포함)

에스플라네이드 끝의 게이트하우스는 1888년 성에 건축적으로 장식적인 요소로 추가되었다. 로버트 더 브루스 동상(토머스 클랩퍼턴 作)과 윌리엄 월리스 동상(알렉산더 캐릭 作)은 1929년에 추가되었으며, 라틴어 모토인 Nemo me impune lacessit가 문 위에 새겨져 있다. 입구 앞의 건조한 도랑은 1742년에 현재의 형태로 완성되었다. 게이트하우스 안에는 사무실이 있고, 북쪽에는 성의 가장 최근 추가된 건물인 매표소가 있는데, 이는 2008년 가레스 호스킨스 아키텍츠의 설계로 완공되었다. 제임스 3세가 1464년에 대포 운반을 위해 건설한 도로는 오르막을 따라 북쪽으로 굽이져 하프 문 포대와 포월 포대로 이어지며, 포트컬리스 문으로 연결된다. 1990년에는 에스플라네이드 북쪽에서 성의 북서쪽 부분까지 터널을 파서 방문객 통행과 서비스 통행을 분리하여 다른 접근로를 열었다.

### 포트컬리스 문과 아가일 타워

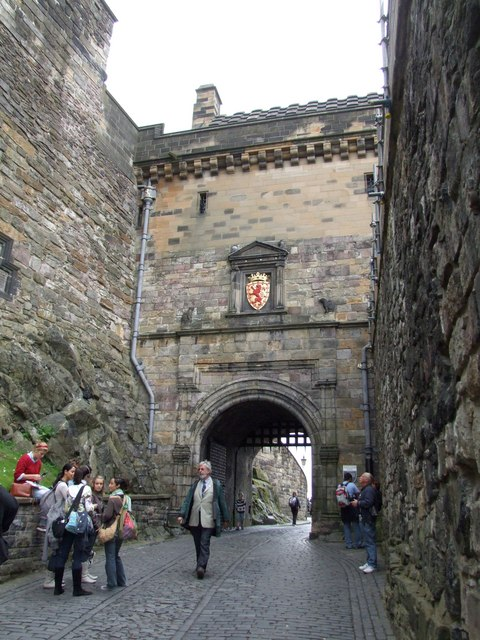
포트컬리스 문

포트컬리스 문은 1571~73년 랭 시즈에서 파괴된 둥근 콘스터블의 탑을 대체하기 위해 섭정 모턴에 의해 건설이 시작되었다. 1584년에는 문루의 상부가 윌리엄 쇼에 의해 완성되었고, 이 부분은 1750년에 추가로 변경되었다. 1886~1887년에 이 평범한 건물은 건축가 이폴리트 블랑이 설계한 스코트 남작 작풍 탑으로 교체되었지만, 원래의 포트컬리스 문은 아래에 남아 있다. 새로운 구조물은 1685년 처형되기 전 아가일 9세 백작이 이곳에 수감되었던 사실에서 이름을 따서 아가일 타워라고 명명되었다. "극단적인 형태의 복원"으로 묘사되는, 아가일 타워의 재건은 출판사 윌리엄 넬슨이 자금을 지원한 일련의 작업 중 첫 번째였다.
문 바로 안쪽에는 프린시스 스트리트를 내려다보는 아가일 포대가 있으며, 서쪽에는 1시 포대가 있는 밀스 마운트 포대가 있다. 그 아래에는 로우 디펜스(Low Defence)가 있고, 바위 아래에는 1362년에 성 마가렛 우물을 지키기 위해 건설된 폐허가 된 웰하우스 탑이 있다. 이 천연 샘은 성의 중요한 보조 수원지였으며, 크레인 바스티옹으로 알려진 플랫폼에 설치된 크레인을 통해 물이 위로 올려졌다.

### 군사 건물

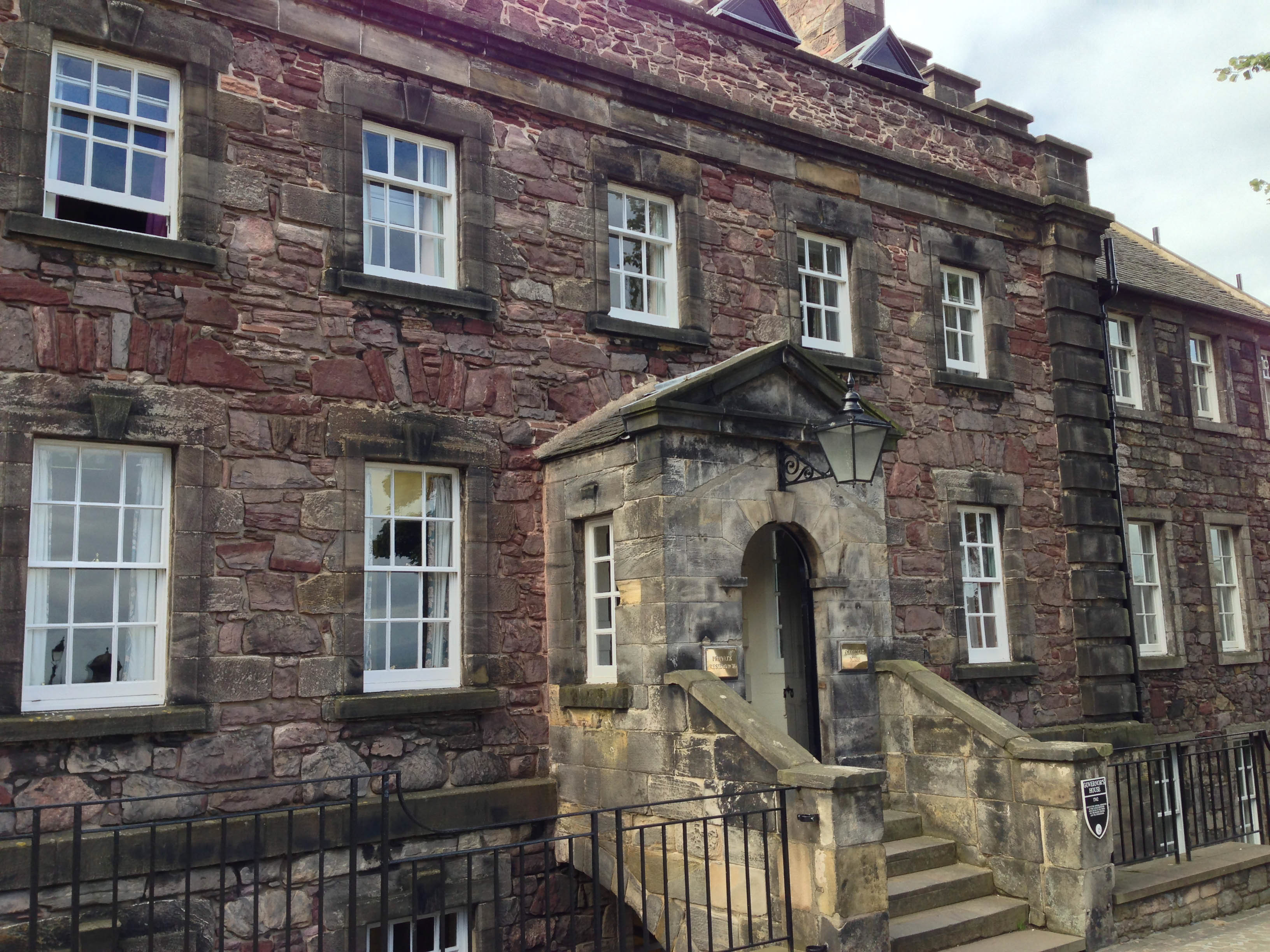
총독 관저 (1742년)

아가일 타워의 북쪽과 서쪽 지역은 성이 18세기 초에 주요 주둔지가 된 이후 건설된 군사 건물로 대부분 차지하고 있다. 밀스 마운트 옆에는 현재 찻집으로 사용되는 18세기 마차 창고가 있다. 남쪽의 총독 관저는 1742년에 총독, 창고 관리인, 포병대장 숙소로 건설되었으며, 19세기 후반 총독직이 공석이 될 때까지 사용되었다. 그 후 성 병원의 간호사들이 사용했다. 오늘날에는 장교 관사와 1936년 직위 복원 이후 총독의 사무실로 사용되고 있다.

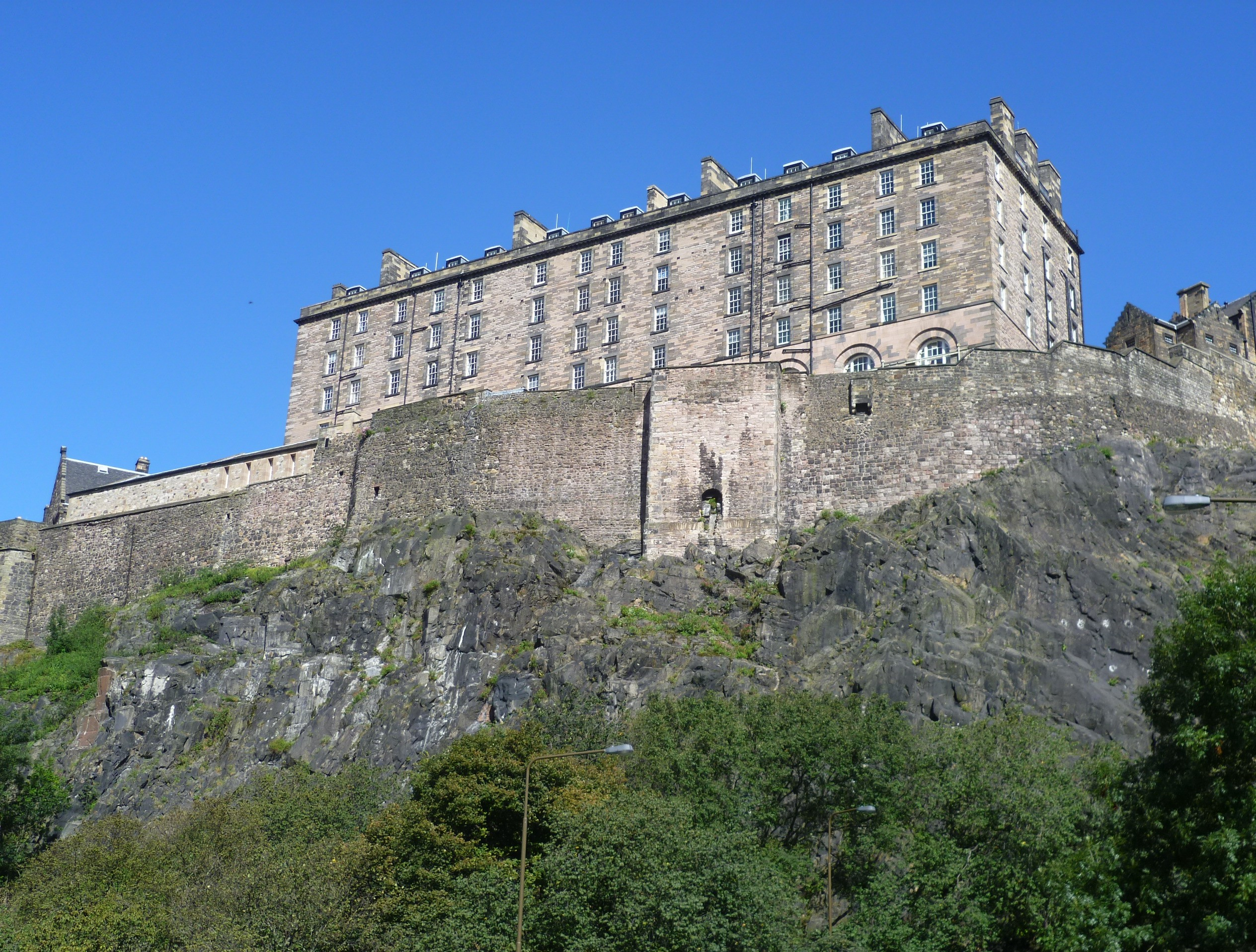
신병영 (1799)

총독 관저 남쪽에는 1799년에 600명의 병사를 수용하기 위해 완공된 신병영이 있으며, 이는 낡은 대형 홀의 숙소를 대체했다. 현재 이 건물에는 스코틀랜드 왕립 연대의 연대 본부와 스코틀랜드 왕립 용기병 경비대 (카라비니어 및 그레이스)의 연대 본부, 그리고 스코틀랜드 왕립 용기병 경비대 박물관이 있다. 후자는 1995년에 연대장인 엘리자베스 2세 여왕에 의해 개관되었다. 또한 인근의 옛 로열 스코츠 훈련장 (1900년 건립)에는 스코틀랜드 왕립 연대 박물관이 있다. 군사 교도소는 1842년에 성 주둔군을 위한 구금 시설로 건설되었으며, 1880년대에 확장되었다. 이 건물은 1923년 주둔군이 도시의 레드포드 병영으로 이전하면서 마지막으로 사용되었다.

#### 스코틀랜드 국립 전쟁 박물관
총독 관저 서쪽에는 1747~48년에 군수품 저장고가 건설되었고, 나중에 확장되어 주화약고도 있는 안뜰을 형성했다. 1897년에는 이 지역이 이전에 대형 홀에 있던 군 병원으로 재건축되었다. 이 안뜰 남쪽 건물은 현재 스코틀랜드 국립 박물관의 일부인 스코틀랜드 국립 전쟁 박물관이다. 이 박물관은 이전에는 스코틀랜드 통합 서비스 박물관으로 알려졌으며, 그 전에는 퀸 앤 빌딩에 위치했을 때 스코틀랜드 해군 및 군사 박물관으로 불렸다. 이 박물관은 지난 400년간의 스코틀랜드의 군사 역사를 다루며, 군복, 메달, 무기 등 다양한 군사 유물을 포함한다. 전시물은 또한 스코틀랜드 군인들이 참전했던 많은 전쟁의 역사와 원인을 보여준다. 박물관 옆에는 이전에 궁술 과녁이 놓였던 곳의 이름을 따서 명명된 벗츠 포대가 있다. 그 아래에는 서부 방어선이 있는데, 이곳에는 서쪽 바위 경사면으로 접근할 수 있는 웨스트 샐리 포트라고 불리는 포스턴이 있다.

### 상부 안뜰

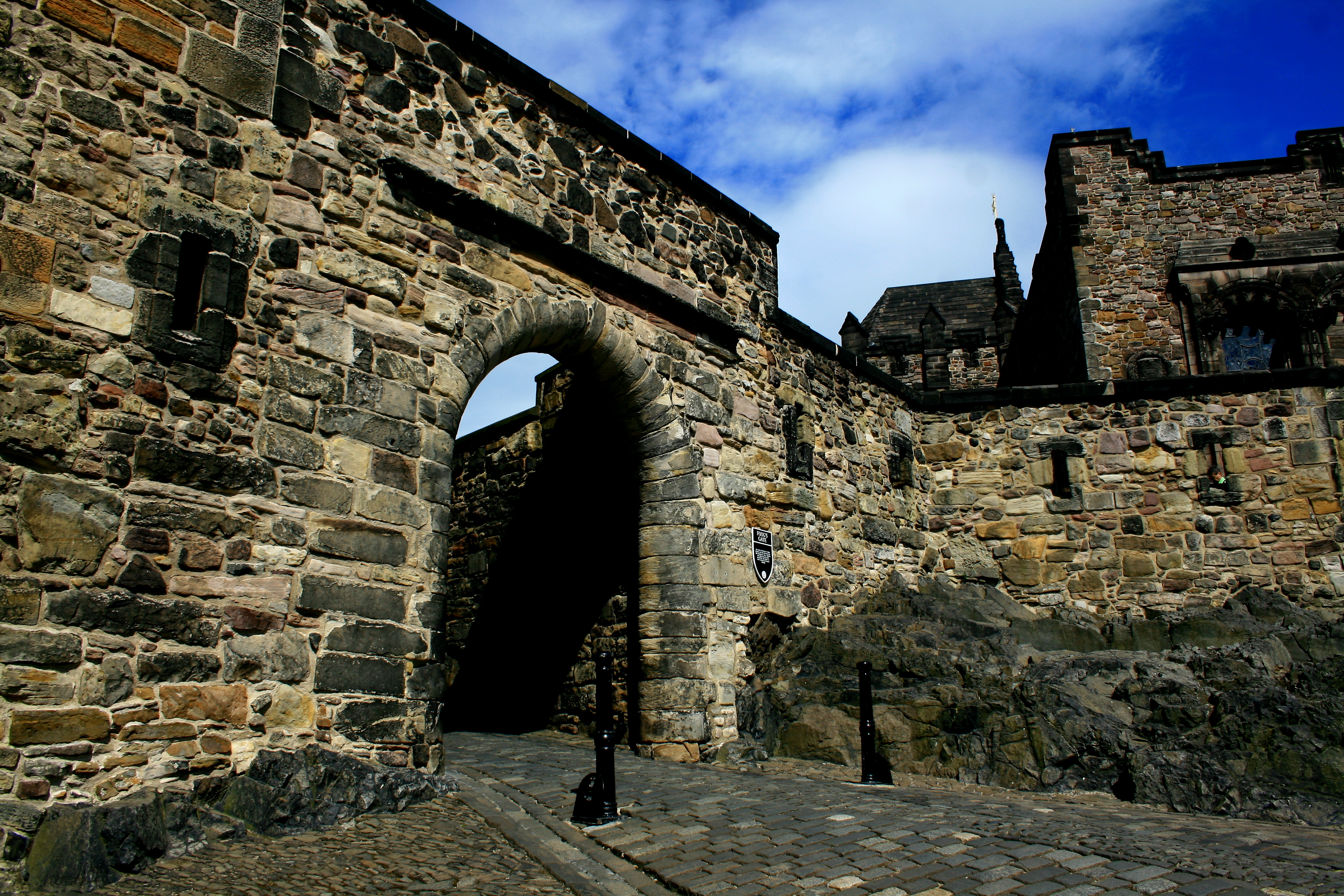
푸그스 게이트

상부 안뜰 또는 시타델은 캐슬 록의 가장 높은 부분을 차지하며, 17세기 후반의 푸그스 게이트를 통해 들어갈 수 있다. 이 이름의 유래는 알려져 있지 않지만, 이전에는 포기 게이트(Foggy Gate)로 알려졌는데, 이는 에든버러에 흔히 나타나는 짙은 바다 안개인 하르와 관련이 있을 수 있다. 게이트 옆에는 성의 우물물 의존도를 줄이기 위해 건설된 대형 물탱크와 현재 상점으로 사용되는 이전 소방서가 있다. 바위 정상에는 성 마가렛 예배당과 15세기 포위포인 몬스 멕이 있다. 이 지역 아래의 돌출부에는 병사들의 연대 마스코트를 위한 작은 19세기 강아지 묘지가 있다. 이 외에도 랭 계단은 중세 보루의 일부를 지나 아가일 포대로 이어지며, 아가일 타워의 상층부로 접근할 수 있다. 상부 안뜰의 동쪽 끝은 포월 포대와 하프 문 포대로 이루어져 있으며, 남쪽에는 크라운 스퀘어가 있다.

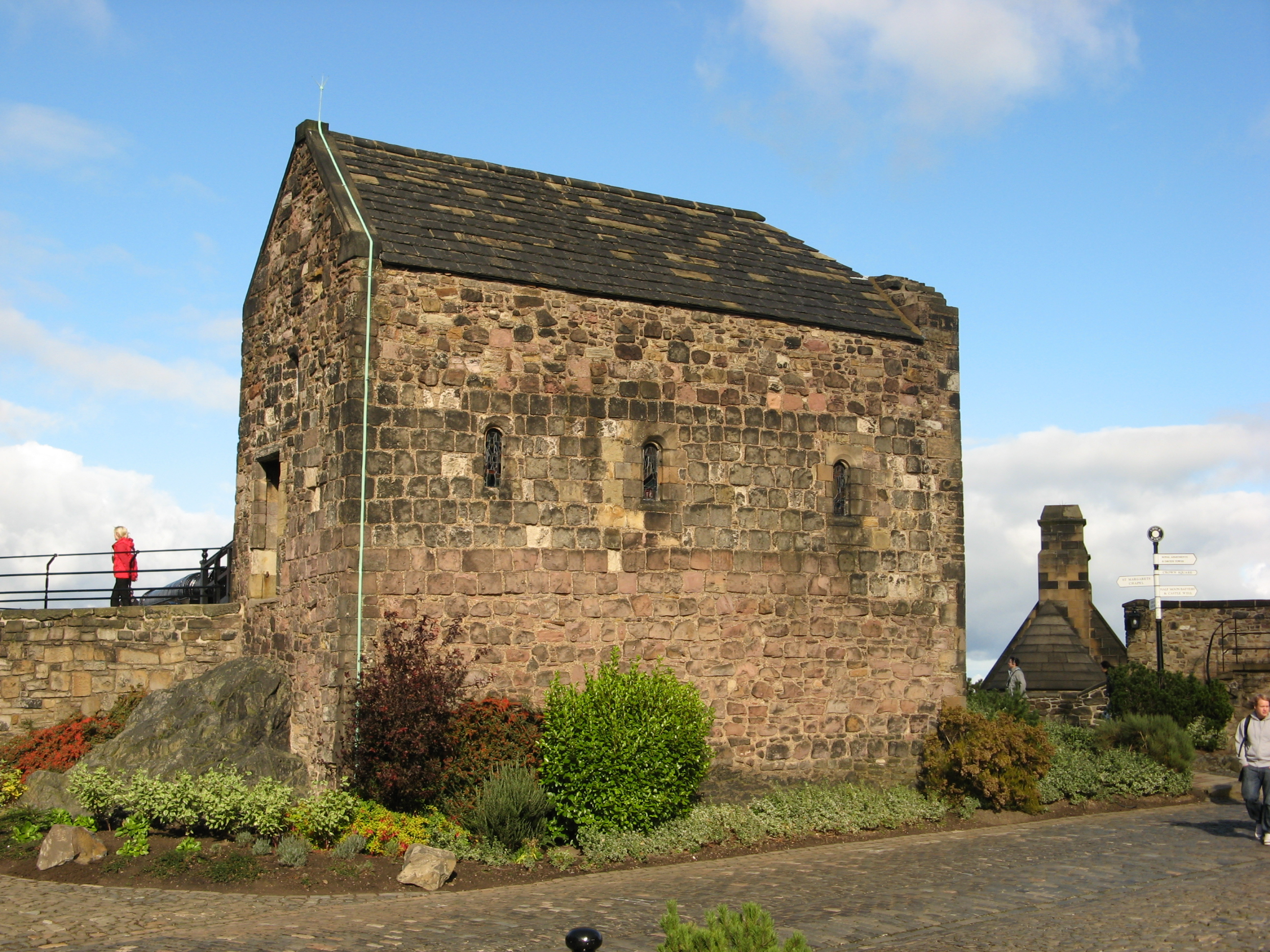
성 마가렛 예배당

#### 성 마가렛 예배당
이 성과 에든버러에서 가장 오래된 건물은 작은 성 마가렛 예배당이다. 스코틀랜드의 어떤 성에서도 살아남은 몇 안 되는 12세기 건축물 중 하나로, 데이비드 1세 (재위 1124~1153) 시대에 왕실을 위한 개인 예배당으로 건설되었고, 1093년 성에서 사망한 그의 어머니 스코틀랜드의 성 마가렛에게 봉헌되었다. 이 예배당은 로버트 1세의 명령으로 성의 방어 시설이 파괴된 1314년의 슬라이팅에서 살아남았으며, 현재의 지붕이 지어진 16세기부터 화약고로 사용되었다. 1845년에는 고대 유물학자 대니얼 윌슨에 의해 더 큰 병영 예배당의 일부로 사용되던 중 "발견"되었고, 1851~1852년에 복원되었다. 예배당은 여전히 결혼식과 같은 종교 의식을 위해 사용되고 있다.

#### 몬스 멕

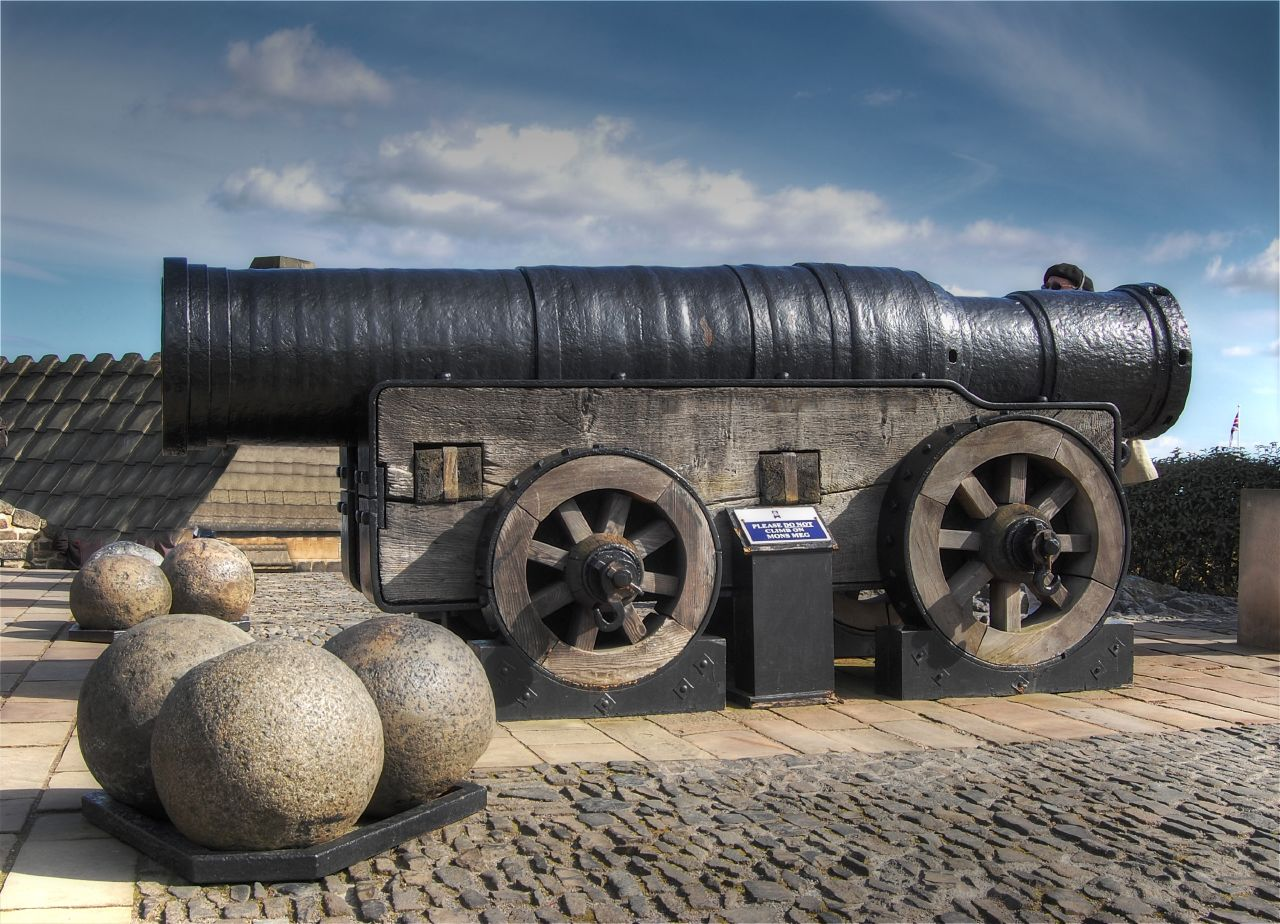
17세기 문서에서 "머클-메그라고 불리는 거대한 철제 살인마"(스코트어로 '큰'을 의미하는 머클)로 묘사된 포위포 몬스 멕

15세기 포위포 또는 사석포인 몬스 멕은 성 마가렛 예배당 앞 테라스에 전시되어 있다. 이 포는 1449년 부르고뉴 공작 필리프 3세의 명령으로 플란데런에서 제작되었고, 1457년 그의 조카 사위인 제임스 2세에게 선물로 주어졌다. 13,000-파운드 (5.9 t)에 달하는 이 포는 재건된 포차 위에 놓여 있는데, 그 세부 사항은 성 입구의 게이트하우스 터널 내부에서 볼 수 있는 오래된 석조 부조에서 복사되었다. 각각 약 330 파운드 (150 kg)에 달하는 멕의 큰 포탄 중 일부도 함께 전시되어 있다. 1558년 7월 3일, 메리 스튜어트와 프랑스 도팽 프랑수아 2세의 결혼을 축하하기 위해 예포를 발사했다. 당시 왕실 재무 회계 기록에는 포스만 근처 워디 무어에서 2 마일 (3 km) 떨어진 곳에서 포탄 하나를 회수하기 위해 병사들에게 지불된 금액이 기록되어 있다. 이 포는 1681년 10월 30일 미래의 제임스 7세인 올버니 공작이 에든버러에 도착하는 것을 환영하기 위한 예포 발사 중 포신이 터진 이후 작동하지 않는다.

#### 하프 문 포대와 데이비드의 탑

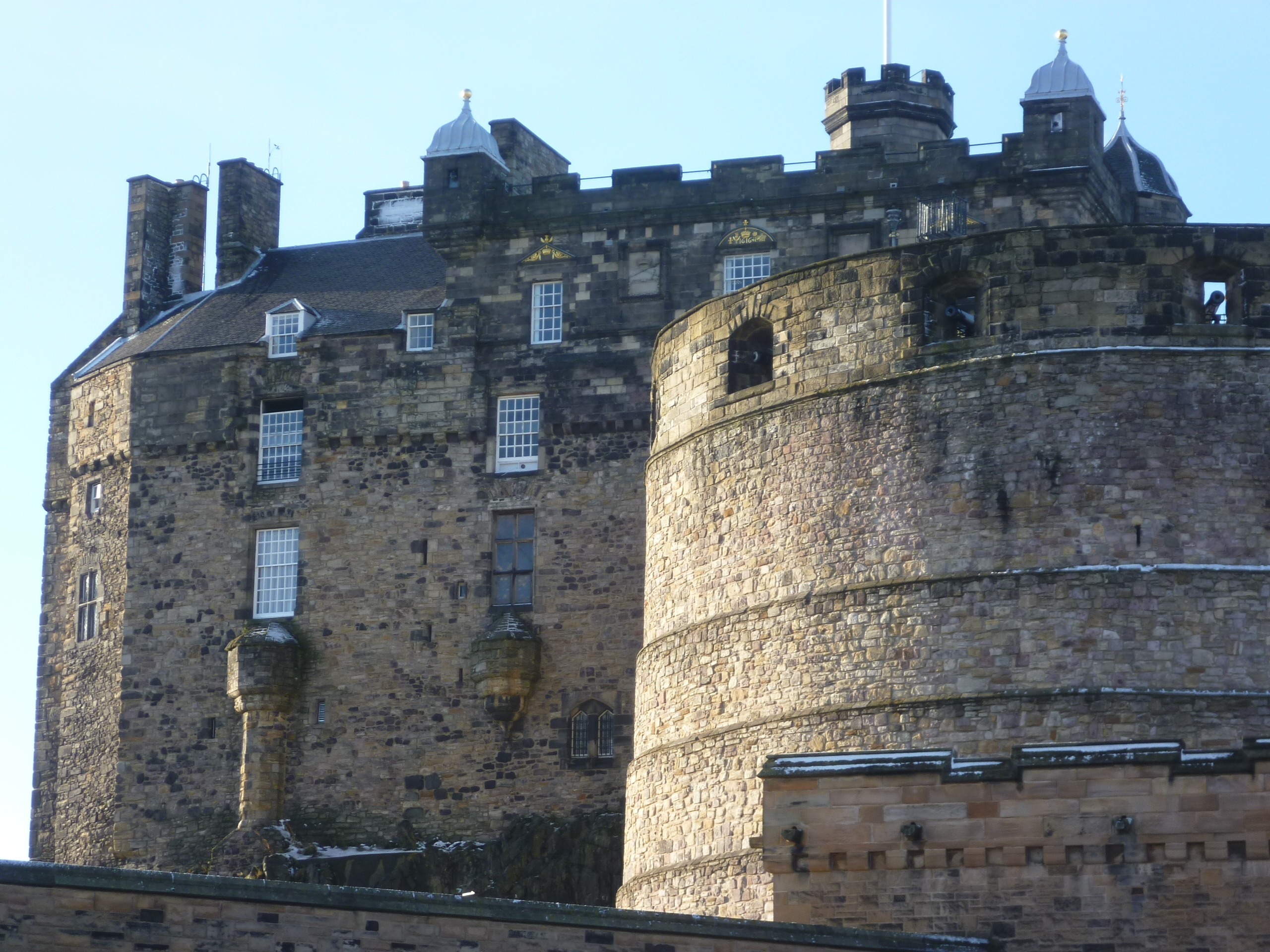
에스플라네이드에서 본 하프 문 포대와 궁전 건물

성 동쪽의 주요 특징으로 남아 있는 하프 문 포대는 섭정 모턴이 감독한 재건 작업의 일환으로 1573년에서 1588년 사이에 건설되었다. 북쪽의 포월은 1689년에서 1695년 사이에 하프 문과 포트컬리스 탑을 연결하기 위해 건설되었지만, 1540년에 건설된 원래 벽의 일부가 포함되었다. 하프 문 포대는 데이비드의 탑 유적 주변과 그 위에 건설되었는데, 데이비드의 탑은 두 층이 포대의 내부 벽으로 향하는 창문과 함께 아래에 남아 있다. 데이비드의 탑은 L자형으로 지어졌으며, 주 건물은 51 by 38 피트 (16 by 12 m)이고, 서쪽으로 21 by 18 피트 (6.4 by 5.5 m) 크기의 날개가 있었다. 입구는 내부 모서리에 뾰족한 아치형 문이었지만, 16세기에는 탑을 단단한 직사각형으로 만들기 위해 막혔다. 랭 시즈 이전에는 탑의 높이가 59 피트 (18 m)로 기록되었으며, 남아 있는 부분은 바위에서 최대 49 피트 (15 m)까지 솟아 있다.
탑은 1912년 정기 유지보수 작업 중에 재발견되었고, 하프 문 포대 아래 발굴을 통해 남아 있는 건물의 범위가 밝혀졌다. 여러 방이 일반에 공개되어 있지만, 아래 부분은 일반적으로 폐쇄되어 있다. 탑 외부, 그러나 포대 내부에 있는 3층짜리 방에서는 탑 외부 벽의 큰 부분이 여전히 보이며, 1573년 포격으로 인한 파괴된 석조물을 보여준다. 탑 옆에서는 이전 막벽의 일부가 발견되었는데, 하이 스트리트를 내려다보는 총안이 있었고, 이 총안을 드러내기 위해 외부 포대 벽에 움푹 들어간 부분이 만들어졌다. 1912년~1913년에 인접한 포웰이 청소되고 조사되었으며, 성 아래 바위를 뚫어 만든 110 피트 (34 m) 깊이로 밝혀졌다.

### 크라운 스퀘어

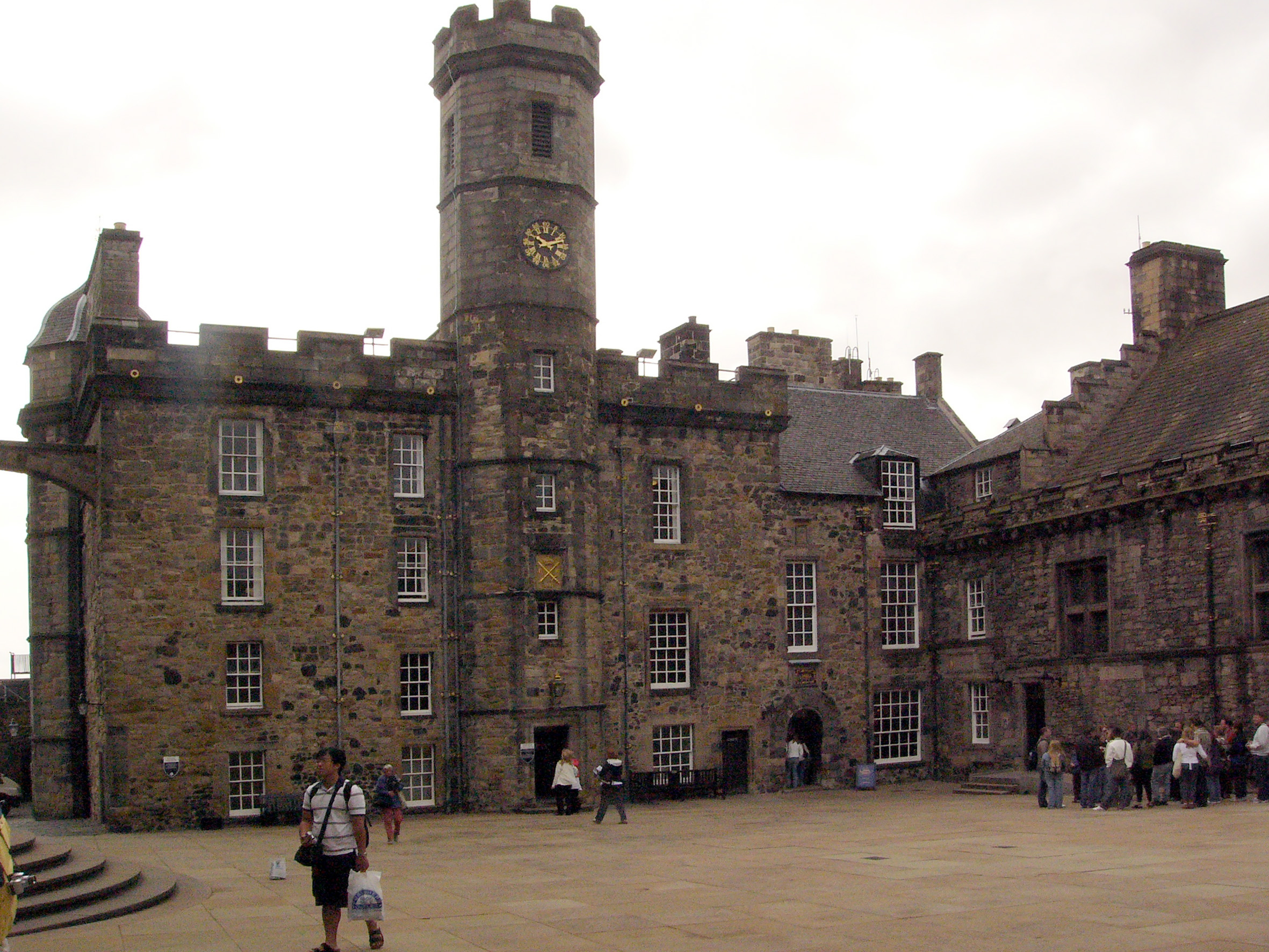
크라운 스퀘어의 왕궁

크라운 스퀘어, 일명 궁전 안뜰은 15세기 제임스 3세 통치 기간에 성의 주요 안뜰로 조성되었다. 기초는 1430년대에 고르지 못한 캐슬 록 위에 일련의 큰 석조 궁륭을 건설하여 형성되었다. 이 궁륭들은 19세기까지 국립 교도소로 사용되었지만, 더 중요한 죄수들은 성의 주요 부분에 수감되었다. 이 광장은 동쪽의 왕궁, 남쪽의 대형 홀, 서쪽의 퀸 앤 빌딩, 북쪽의 국립 전쟁 기념관으로 둘러싸여 있다.

#### 왕궁
왕궁은 스튜어트 왕가 후대 군주들의 거주지였던 옛 왕실 아파트를 포함한다. 15세기 중반 제임스 4세 통치 기간에 착공되었으며, 원래 데이비드 탑과 연결되어 있었다. 이 건물은 1617년 제임스 6세의 성 방문을 위해 대대적으로 개조되었는데, 이때 국왕과 왕비를 위한 영빈관이 건설되었다. 1층에는 현재 왕의 식당으로 불리는 라히(낮은) 홀과 1566년 6월 19일 메리 스튜어트가 제임스 6세를 낳은 작은 방인 탄생실 또는 메리 방이 있다. 기념 채색 천장과 기타 장식은 1617년에 추가되었다. 2층에는 1615년에 스코틀랜드의 명예: 스코틀랜드의 왕관, 홀, 국가의 검을 보관하기 위해 건설된 궁륭형 크라운 룸이 있다. 스코틀랜드 군주들이 전통적으로 즉위했던 스콘석은 1996년 스코틀랜드로 반환된 이후 크라운 룸에 보관되어 있다. 궁전 남쪽에는 1540년대에 국가 기록 보관소로 사용하기 위해 건설된 등록관청 건물이 있다.

#### 대형 홀

그레이트 홀 파노라마 뷰 - 에든버러성

대형 홀은 29 by 12.5 미터 (95 by 41 ft) 크기이며, 성에서 가장 중요한 국가 의회 장소였다. 비록 때때로 보고되는 바와 같이 스코틀랜드 의회가 이곳에서 회의를 가졌다는 증거는 없지만 말이다. 역사가들은 그 건축 연대에 대해 의견이 일치하지 않지만, 일반적으로 제임스 4세의 재위 기간에 건축되어 16세기 초에 완공된 것으로 추정된다. 지붕을 지탱하는 장식적인 조각 석재 코벨에는 1515년경 프랑스 블루아성의 작품과 비교되는 르네상스 세부 장식이 있어, 이 시기 스코틀랜드 예술이 비교적 발전했음을 보여준다. 이곳은 원래 해머빔 지붕을 가진 스코틀랜드의 두 개의 중세 홀 중 하나이다.
올리버 크롬웰이 1650년 성을 점령한 후, 대형 홀은 그의 군대를 위한 병영으로 개조되었고, 1737년에는 3층으로 나뉘어 312명의 병사를 수용했다. 1790년대에 신병영이 건설된 후, 1897년까지 군 병원으로 사용되었다. 그 후 이폴리트 블랑에 의해 중세 건축에 대한 현대적 사상에 따라 복원되었다. 대형 홀은 여전히 가끔 의식 행사를 위해 사용되며, BBC 스코틀랜드의 호그머네이 라이브 프로그램의 호그머네이 (신년) 축하 행사를 위한 장소로 사용되기도 했다. 홀 남쪽에는 14세기 막벽의 일부가 있으며, 그 위에 후대에 추가된 흉벽이 있다.

#### 퀸 앤 빌딩

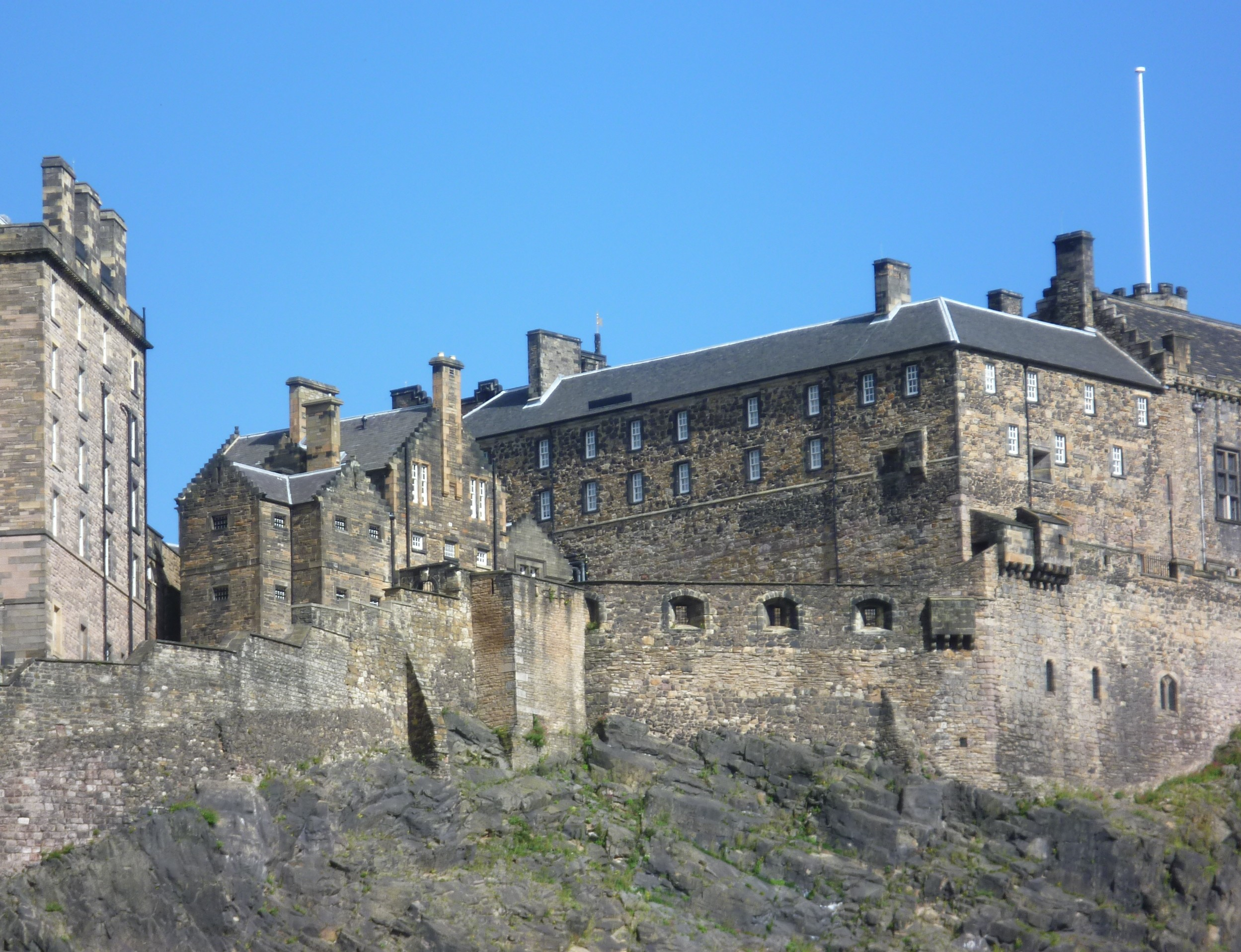
퀸 앤 빌딩 (중앙 오른쪽)

16세기에는 이 지역에 인접한 대형 홀을 위한 주방이 있었고, 나중에는 왕실 포병창의 자리였다. 현재의 건물은 앤 여왕의 이름을 따서 명명되었으며, 1708년 오래된 왕위 주장자의 자코바이트 침공 시도 중에 건설되었다. 스코틀랜드의 군사 기술자 테오도어 뒤리 대위가 설계했는데, 그는 1713년에 성 남쪽에 자신의 이름을 딴 뒤리 포대도 설계했다. 퀸 앤 빌딩은 참모 장교들을 위한 숙소를 제공했지만, 육군이 떠난 후 1920년대에 새로 개관한 스코틀랜드 국립 전쟁 기념관을 보완하기 위해 해군 및 군사 박물관으로 개조되었다. 박물관은 나중에 성 서쪽의 옛 병원으로 이전했으며, 현재 이 건물은 연회실과 교육 센터로 사용되고 있다.

#### 스코틀랜드 국립 전쟁 기념관

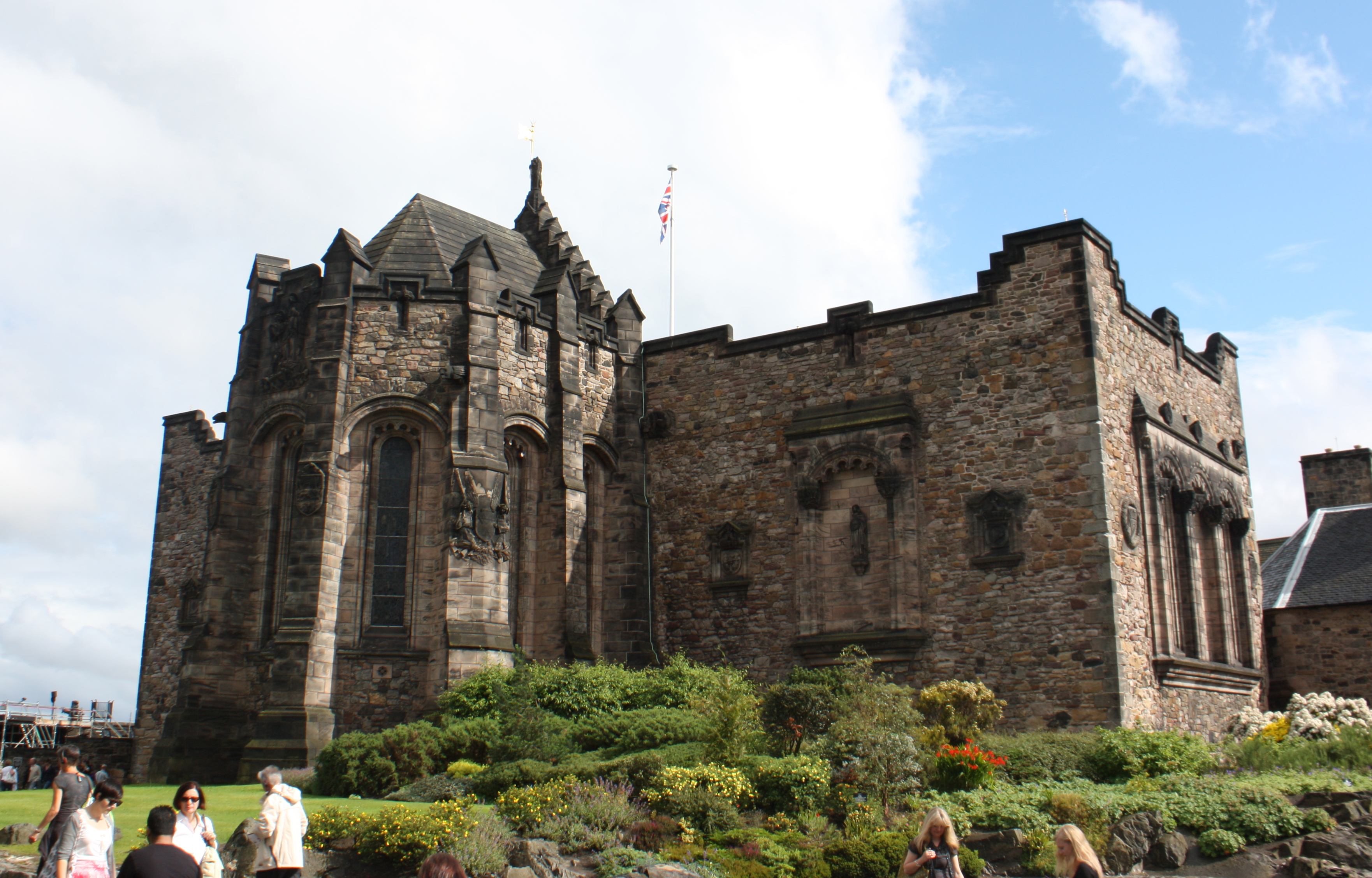
스코틀랜드 국립 전쟁 기념관

스코틀랜드 국립 전쟁 기념관은 크라운 스퀘어 북쪽에 개조된 병영 건물을 차지하고 있다. 이 기념관은 1366년에 재건되었고 1540년에 병기창으로 개조되었던 중세 성모 마리아 교회의 자리에 서 있다. 이 교회는 1755년에 철거되었고, 석재는 이 자리에 새로운 북부 병영 건물을 짓는 데 재사용되었다. 스코틀랜드 국립 전쟁 기념관 건설 제안은 제1차 세계 대전 중인 1917년에 제기되었고, 건축가 로버트 로리머 경이 1919년에 임명되었다. 건설은 1923년에 시작되었고, 기념관은 1927년 7월 14일 웨일스 공에 의해 공식적으로 개관되었다. 외부는 이무깃돌과 조각으로 장식되어 있으며, 내부는 개별 연대에 대한 기념물을 포함한다. 스테인드글라스 창문은 더글러스 스트래찬이 만들었다.
이 기념관은 두 차례의 세계 대전과 최근 분쟁에서 전사한 스코틀랜드 군인들과 스코틀랜드 연대에서 복무한 이들을 기린다. 캐슬 록의 가장 높은 지점에 위치한 신전 내부 제단 위에는 제1차 세계 대전에서 전사한 147,000명 이상의 군인들의 이름이 적힌 명예의 명부가 봉인된 상자가 놓여 있다. 제2차 세계 대전 이후, 50,000명의 이름이 홀에 보관된 명예의 명부에 추가로 기록되었으며, 계속해서 이름이 추가되고 있다. 기념관은 자선 신탁에 의해 유지 관리된다.

## 현재 용도

에든버러 성에서 본 파노라마 전경, 2024년 6월

에든버러성은 스코틀랜드 정부의 수장으로서 스코틀랜드 장관들의 소유이다. 성은 대부분 스코틀랜드 정부의 이그제큐티브 에이전시인 히스토릭 인바이러먼트 스코틀랜드가 운영 및 관리하고 있지만, 육군은 신병영과 군사 박물관을 포함한 일부 지역을 계속 책임지고 있다. 히스토릭 인바이러먼트 스코틀랜드와 육군 모두 성 입구 바로 안쪽에 있는 경비실을 공동으로 사용한다.

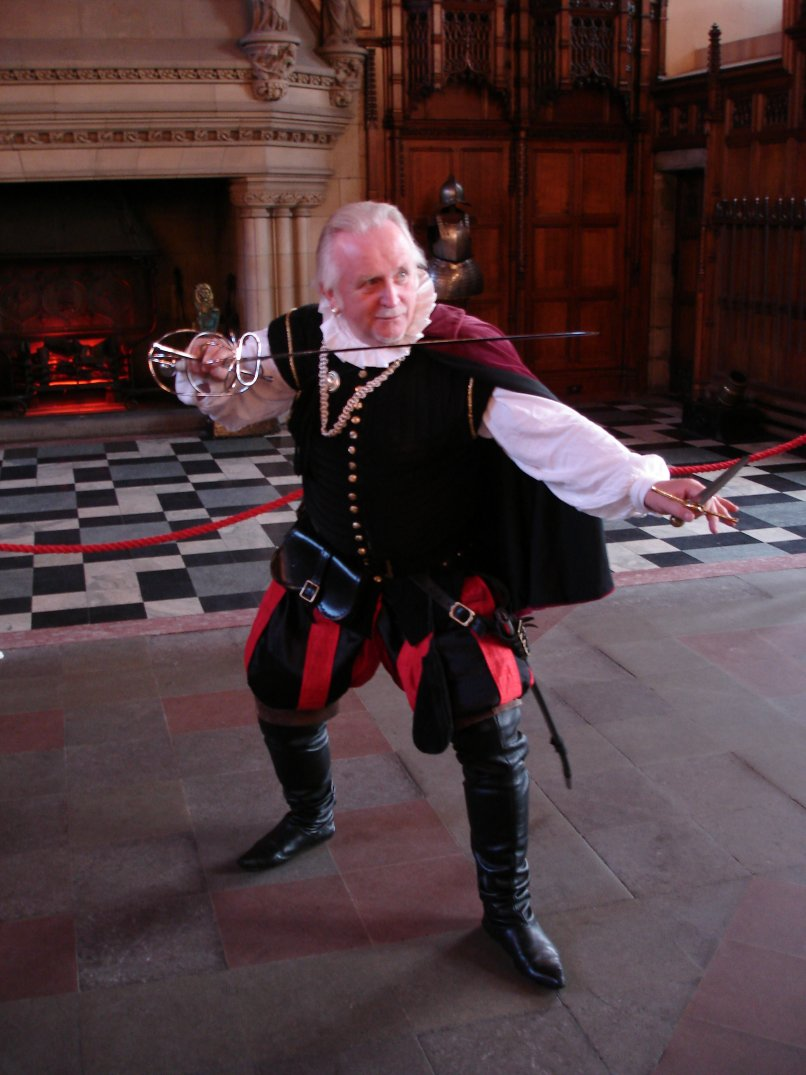
대형 홀에서 메리 여왕의 남편인 제임스 헵번 보스웰 4세 백작을 묘사하는 재현 배우

### 관광 명소
히스토릭 인바이러먼트 스코틀랜드는 성을 상업적으로 실행 가능한 관광 명소로 운영하는 동시에 유적지 보존의 책임을 지고 있다. 에든버러성은 2019년에 220만 명이 넘는 방문객을 유치하며 스코틀랜드에서 가장 인기 있는 유료 관광 명소로 남아 있다. 히스토릭 인바이러먼트 스코틀랜드는 성 내에 두 개의 카페/레스토랑, 여러 상점, 그리고 수많은 역사 전시물을 포함한 여러 시설을 운영한다. 퀸 앤 빌딩의 교육 센터는 학교와 교육 단체를 위한 행사를 운영하며, 의상을 입고 시대 무기를 갖춘 재연 배우들을 고용한다.

### 군사적 역할

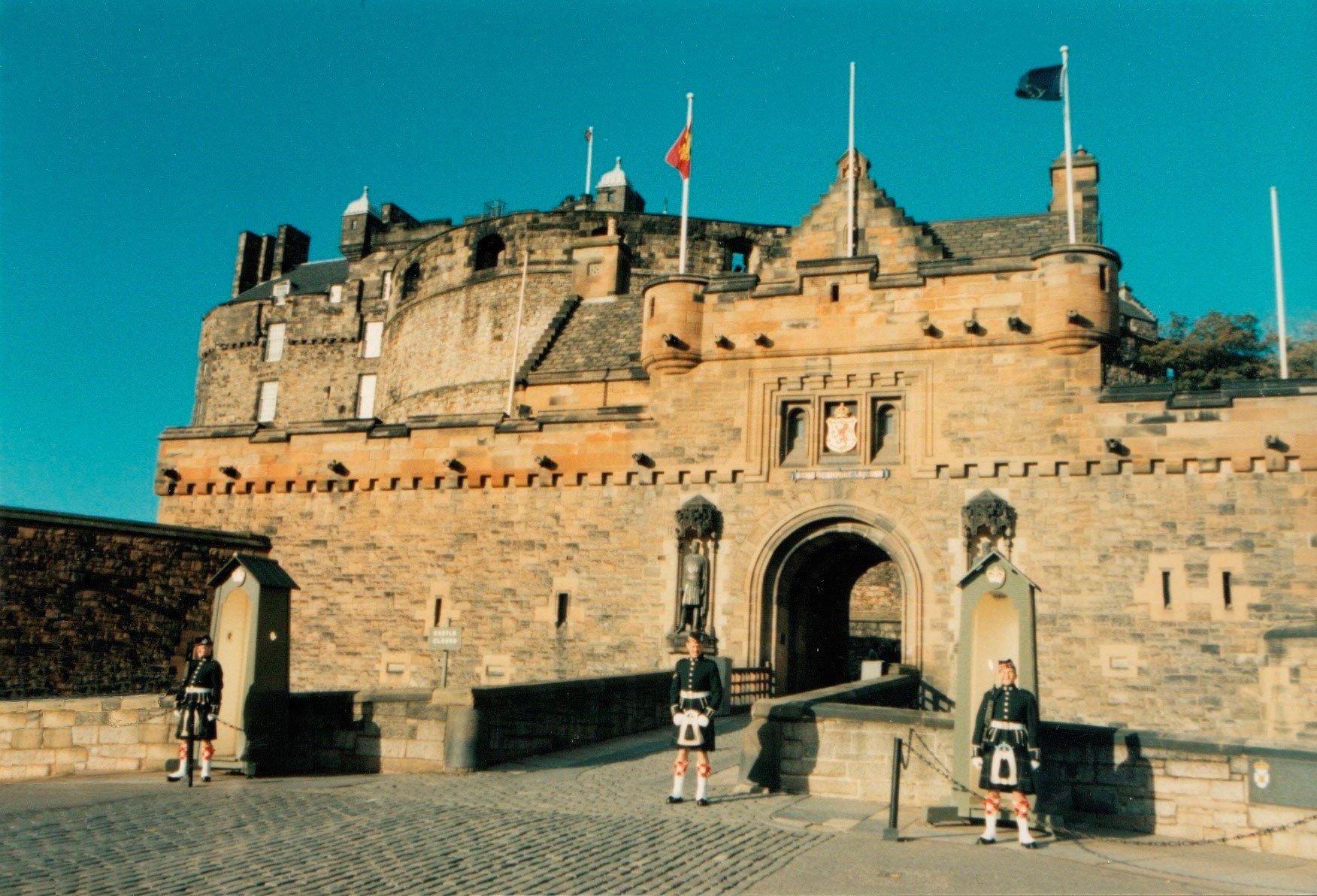
게이트하우스를 지키는 보초병

영국 전쟁성에 의한 성의 직접적인 관리는 1905년에 종료되었고, 1923년 육군은 공식적으로 도시의 새로운 레드포드 병영으로 이전했다. 그럼에도 불구하고 성은 육군과 강한 연관성을 유지하며, 비록 주로 의례적이고 행정적인 목적을 위한 것이지만, 여전히 군사 주둔지를 유지하는 몇 안 되는 영국의 고대 성 중 하나이다. 주둔지가 수행하는 공공 임무에는 스코틀랜드의 영예를 지키는 것이 포함되며, 개장 시간 외에는 게이트하우스 밖에 무장한 보초병이 서 있다. 에든버러성 총독 직위는 현재 명예직이다. 신병영에는 장교 관사로 사용되는 총독 관저와 스코틀랜드 왕립 연대의 연대 본부가 모두 포함되어 있다. 육군은 이들과 로열 스코츠 박물관 및 스코틀랜드 왕립 용기병 경비대 박물관에 대한 책임을 유지한다.

### 밀리터리 타투

2005년 밀리터리 타투 기간 중 에든버러성에서 나오는 왕립 해병대

매년 8월 에스플라네이드에서 에든버러 밀리터리 타투(2010년부터 로열 에든버러 밀리터리 타투)로 알려진 일련의 공연이 열린다. 각 공연의 기본은 스코틀랜드 연대의 대규모 백파이프와 드럼의 퍼레이드이며, 1950년 시작 이후 타투는 전 세계에서 초청된 다양한 공연자들을 포함하는 복합적인 형식으로 발전했지만, 여전히 군사적 초점을 크게 유지하고 있다. 저녁 공연의 절정은 성벽 위의 외로운 피퍼가 전사한 전우들을 기리며 피브로흐를 연주하고, 이어서 대규모 밴드가 스코틀랜드 전통 음악 메들리를 연주하는 것이다. 타투는 매년 약 21만 7천 명의 관객을 끌어모으며, 약 1억 명의 TV 시청자에게 30여 개국으로 방송된다.

### 1시 포

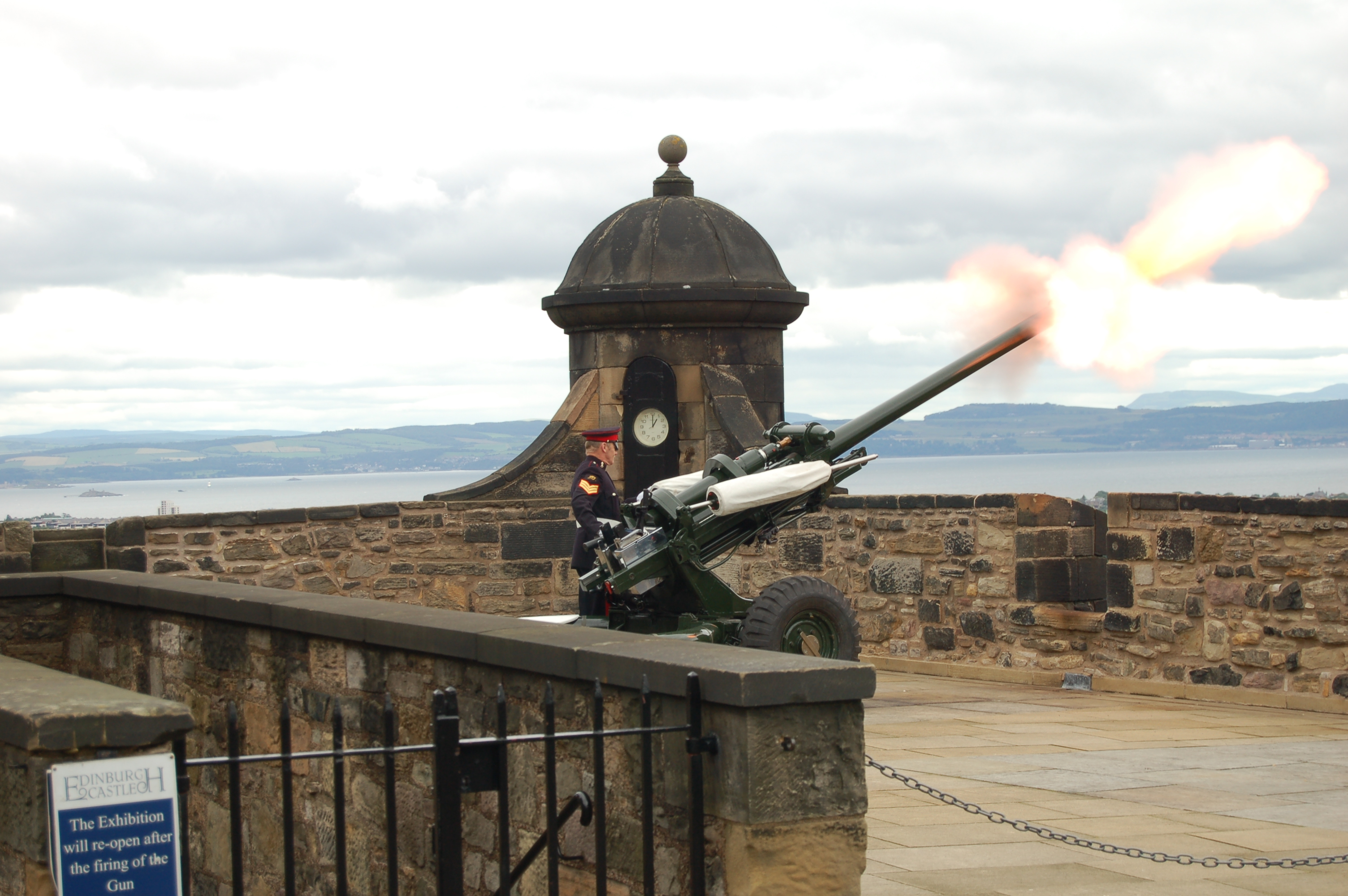
밀스 마운트 포대에서 발사되는 1시 포

1시 포는 매일 오후 1시 정각에 발사되는 시보로, 일요일, 성금요일, 크리스마스에는 제외된다. '타임 건(Time Gun)'은 1861년 리스 (스코틀랜드) 항구와 2 마일 (3 km) 떨어진 포스만에 있는 선박들을 위한 시보로 제정되었다. 이는 1852년 넬슨 기념비에 설치된 '타임 볼'을 보완하는 역할을 했지만, 안개 낀 날씨에는 시각 신호로 무용지물이었다. 소리가 비교적 느리게(약 343 미터 매 초 (770 mph)) 이동하기 때문에, 1861년에는 총 소리가 에든버러 전역의 다양한 지역에서 실제로 들리는 시간을 보여주는 지도가 제작되었다.
원래 총은 18파운드짜리 전장 총포로, 장전하는 데 네 명의 사람이 필요했으며, 하프 문 포대에서 발사되었다. 이 총은 1913년에 32파운드 후장 총포로 교체되었고, 1952년 5월에는 25파운드 곡사포로 교체되었다. 현재의 1시 포는 L118 경량총으로, 2001년 11월 30일부터 사용되었다.
1916년 4월 2일 일요일, 알 수 없는 시간에 1시 포가 독일 체펠린 비행선을 향해 헛되이 발사되었는데, 이는 이 포의 유일한 전쟁 사용 기록이다.
현재 이 포는 성 북측 밀스 마운트 포대에서 왕립 포병대 105연대의 지구 포병에 의해 발사된다. 이제 이 포가 원래 목적으로 필요하지 않게 되었지만, 이 의식은 인기 있는 관광 명소가 되었다. 가장 오래 근무한 지구 포병인 토마스 맥케이 MBE 상사는 1979년부터 2005년 1월 은퇴할 때까지 1시 포를 발사했다. "탐 더 건"이라는 별명을 가진 맥케이는 1시 포 협회를 설립하는 데 도움을 주었으며, 밀스 마운트에서 작은 전시회를 열고 "에든버러의 1시 포는 몇 시에 발사됩니까?"라는 제목의 책을 출판했다. 2006년에는 제이미 섀넌 상사(별명 "섀넌 더 캐넌")가 29번째 지구 포병이 되었고, 2006년에는 앨리슨 존스 병장이 여성 최초로 이 포를 발사했다.

### 에든버러의 상징

알프레드 버컴의 "에든버러 항공 사진", 1920년경

이 성은 에든버러와 스코틀랜드의 recognizable한 상징이 되었다. 양식화된 형태로 에든버러 시의회와 에든버러 대학교의 문장에 나타난다. 또한 제603 (에든버러 시) 비행대의 휘장에도 등장하는데, 이 비행대는 RAF 턴하우스 (현재 에든버러 공항)에 제2차 세계 대전 동안 주둔했다. 성의 이미지는 에든버러 럭비, 에든버러 이브닝 뉴스, 하이버니언 FC 및 에든버러 마라톤을 포함한 단체들의 로고로 사용된다. 또한 로열 메일 우표의 "캐슬 시리즈"에 등장하며, 스코틀랜드 청산은행이 발행한 다양한 지폐에도 묘사되었다. 1960년대에는 스코틀랜드 국립 상업 은행이 발행한 5파운드 지폐에 성이 그려져 있었으며, 1987년부터는 스코틀랜드 왕립은행이 발행한 1파운드 지폐 뒷면에 등장하고 있다. 2009년부터는 에든버러의 세계 문화 유산의 일부로서 클라이즈데일 은행이 발행한 10파운드 지폐에 성이 등장하고 있다. 성은 에든버러의 호그머네이 (신년) 축하 행사와 여름의 에든버러 축제가 끝남을 알리는 연례 불꽃놀이의 중심지이다.

## 같이 보기
- 스코틀랜드의 지폐 (디자인에 포함)
- 에든버러성 총독 목록
- 스코틀랜드의 성 목록
- 스코틀랜드의 군사 역사
- 스코틀랜드의 국방군
- 에든버러의 역사
- 스콘석

## 참고 자료
- Ashmole, Myrtle (1981). 《Harpers Handbook to Edinburgh》. Noel Collins. ISBN 978-0-907686-00-2.
- Caldwell, David H (1981). 〈Royal Patronage of Arms and Armour Making〉.   Caldwell, David H. 《Scottish Weapons and Fortifications 1100–1800》. John Donald. ISBN 978-0-85976-047-8.
- Caldwell, David H (National Museums of Scotland) (2014). 《Besieged》. 《Historic Scotland Magazine》. 20–24쪽.
- Camden, William (1607). 〈Lauden or Lothien〉. 《Britannia》. trans. Philemon Holland.
- Chambers, Robert (1859). 《Edinburgh Papers: Ancient Domestic Architecture of Edinburgh: Edinburgh Castle as before the Siege of 1573》. Edinburgh: Wm & Rob't Chambers.
- Cruden, Stewart (1981). 《The Scottish Castle》 3판. Spurbooks. ISBN 978-0-7157-2088-2.
- Devine, T.M. (2000). 《The Scottish Nation: 1700–2000》. Penguin. ISBN 978-0-14-023004-8.
- 《Dictionary of National Biography》. London and Oxford:Oxford University Press. 1937.
- Driscoll, S.T.; Yeoman, Peter (1997). 《Excavations within Edinburgh Castle in 1988–91》. Society of Antiquaries of Scotland. ISBN 978-0-903903-12-7.
- Dunbar, John (1999). 《Scottish Royal Palaces: The Architecture of the Royal Residences during the Late Medieval and Early Renaissance Periods》. Tuckwell Press. ISBN 978-1-86232-042-0.
- Fenwick, Hugh (1976). 《Scotland's Castles》. Robert Hale. ISBN 978-0-7091-5731-1.
- Fernie, Eric (1987). 《Early church architecture in Scotland》 (PDF). 《Proceedings of the Society of Antiquaries of Scotland》 116. 393–411쪽. doi:10.9750/PSAS.116.393.411. S2CID 55675266.
- Geoffrey of Monmouth (1966).  Lewis G. M. Thorpe, 편집. 《The History of the Kings of Britain》. Penguin Classics. ISBN 978-0-14-044170-3.
- Gibson, John Sibbald (1995). 《Edinburgh in the '45》. Saltire Society. ISBN 978-0-85411-067-4.
- Gillies, James (1886). 《Edinburgh Past And Present》. Oliphant, Anderson & Ferrier. ISBN 978-1-4086-6024-9.
- Grant, James (1850). 《Memorials of the Castle of Edinburgh》. Oxford: Oxford University Press.
- Grant, James (c. 1890). 《Old and New Edinburgh》 I. Cassell and Co. 15쪽.
- Gray, W. Forbes (1948). 《A Short History of Edinburgh Castle》. Edinburgh: Moray Press.
- Halkerston, Peter (1831). 《A Treatise on the History, Law, and Privileges of the Palace and Sanctuary of Holyroodhouse》. Maclachlan and Stewart. ISBN 978-1-4097-8829-4.
- Hardie, Alastair M R (2004). 《Edinburgh's Castle in the Air》. London: Serendpity. ISBN 978-1-84394-111-8.
- Harris, Stuart (2002). 《The Place Names of Edinburgh: Their Origins and History》. London: Steve Savage Publishers. ISBN 978-1-904246-06-0.
- Howard, Deborah (1995). 《Scottish Architecture from the Reformation to the Restoration, 1560–1660》. The Architectural History of Scotland. Edinburgh University Press. ISBN 978-0-7486-0530-9.
- Hussey, Christopher (1931). 《The Work of Sir Robert Lorimer》. London:Country Life.
- Lynch, Michael (1992). 《Scotland: A New History》. Pimlico. ISBN 978-0-7126-9893-1.
- Macritchie, David (1838년 3월 14일). 《Notes on the Words Men and Maiden in British Topography》 (PDF). 《Proceedings of the Society of Antiquaries of Scotland》. XXXII. 158–166쪽.
- McAdam, David (2003). 《Edinburgh and West Lothian: a landscape fashioned by geology》. 스코틀랜드 자연 유산. ISBN 978-1-85397-327-7.
- McGrail, Thomas H (1940). 《Sir William Alexander, First Earl of Stirling: A biographical study》. Oliver & Boyd.
- McHardy, Stuart (2007). 《Tales of Edinburgh Castle》. Luath. ISBN 978-1-905222-95-7.
- MacIvor, Iain (1981). 〈Artillery and Major Places of Strength in the Lothians〉.   Caldwell, David H. 《Scottish Weapons and Fortifications 1100–1800》. John Donald. ISBN 978-0-85976-047-8.
- MacIvor, Iain (1993). 《Edinburgh Castle》. B. T. Batsford. ISBN 978-0-7134-7295-0.
- McKay, Tam (2002). 《What Time Does Edinburgh's One O'clock Gun Fire?》. Cadies/Witchery Tours. ISBN 978-0-9522927-3-9.
- McKean, Charles (1991). 《Edinburgh, Portrait of a City》. Ebury Press. ISBN 978-0-7126-3867-8.
- MacQuarrie, Alan (2004). 《Medieval Scotland: Kingship and Nation》. The History Press. ISBN 978-0-7509-2977-6.
- McWilliam, Colin; Gifford, John; Walker, David (1984). 《Edinburgh》. 스코틀랜드 건축물. Penguin. ISBN 978-0-14-071068-7.
- Masson, Rosaline, 편집. (1912). 《In Praise of Edinburgh, an Anthology in Prose and Verse》. Constable and Co.
- Moffat, Alistair (2005). 《Before Scotland: The Story of Scotland Before History》. Thames & Hudson. ISBN 978-0-500-05133-7.
- Oldrieve, W. T. (1914). 《Account of the recent discovery of the Remains of David's Tower at Edinburgh Castle》 (PDF). 《Proceedings of the Society of Antiquaries of Scotland》 48. 230–270쪽. doi:10.9750/PSAS.048.230.270. S2CID 254528810. 2012년 5월 23일에 원본 문서 (PDF)에서 보존된 문서. 2011년 7월 25일에 확인함.
- Paul, James Balfour, 편집. (1913). 《Accounts of the Lord High Treasurer of Scotland》 X. Edinburgh: H.M. General Register House.
- Pitcairn, Robert, 편집. (1833). 《Criminal trials in Scotland, from 1488 to 1624》 2. Edinburgh: William Tait.
- Potter, Harry (2003). 《Edinburgh Under Siege: 1571–1573》. Tempus. ISBN 978-0-7524-2332-6.
- Salter, Mike (1994). 《The Castles of Lothian and the Borders》. Folly Publications. ISBN 978-1-871731-20-0.
- Scott, Andrew Murray (2000). 《Bonnie Dundee》. John Donald. ISBN 978-0-85976-532-9.
- Scott-Moncrieff, George (1965). 《Edinburgh》. ISBN 978-0-05-001829-3.
- Tabraham, Chris (1997). 《Scotland's Castles》. BT Batsford/Historic Scotland. ISBN 978-0-7134-7965-2.
- Tabraham, Chris; Grove, Doreen (2001). 《Fortress Scotland and the Jacobites》. Batsford. ISBN 978-0-7134-7484-8.
- Tabraham, Chris (2004). 《Edinburgh Castle: Prisons of War》. Historic Scotland. ISBN 978-1-903570-99-9.
- Tabraham, Chris (2008). 《Edinburgh Castle: Official Guide》. Historic Scotland. ISBN 978-1-903570-33-3.
- Tyler, Royall, 편집. (1914). 《Calendar of State Papers, Spain, Volume 10: 1550-1552》.
- Wilson, Daniel (1887). 《Notice of St Margaret's Chapel, Edinburgh Castle》 (PDF). 《Proceedings of the Society of Antiquaries of Scotland》 21. 291–316쪽. doi:10.9750/PSAS.021.291.316. S2CID 195390950. 2012년 5월 23일에 원본 문서 (PDF)에서 보존된 문서. 2011년 7월 25일에 확인함.
- Wilson, Daniel (1891). 《Memorials of Edinburgh in the Olden Time》 1 2판. Adam & Charles Black.